# ترکیب تیم‌های جام جهانی فوتبال ۱۹۹۰
این مقاله فهرستی از ترکیب تیم‌های ملی فوتبال در جام جهانی فوتبال ۱۹۹۰ است که از ۸ ژوئن تا ۸ جولای در کشور ایتالیا برگزار شده‌است. 

## گروه A

### اتریش
سرمربی: یوزف هیکرسبرگر
| شماره | جایگاه    | بازیکن                | تاریخ تولد/سن            | بازی‌های ملی | باشگاه                            |
| ----- | --------- | --------------------- | ------------------------ | ----------- | --------------------------------- |
| 1     | دروازه‌بان | کلاوس لیندنبرگر       | ۲۸ مه ۱۹۵۷ (۳۳ سال)      | 37          | Swarovski Tirol                   |
| 2     | مدافع     | ارنست آیگنر           | ۳۱ اکتبر ۱۹۶۶ (۲۳ سال)   | 7           | باشگاه فوتبال آستریا وین          |
| 3     | مدافع     | روبرت پکل             | ۱۵ نوامبر ۱۹۶۵ (۲۴ سال)  | 19          | باشگاه فوتبال راپید وین           |
| 4     | مدافع     | آنتون ففر             | ۱۷ اوت ۱۹۶۵ (۲۴ سال)     | 21          | باشگاه فوتبال آستریا وین          |
| 5     | مدافع     | پیتر شوتل             | ۲۶ مارس ۱۹۶۷ (۲۳ سال)    | 11          | باشگاه فوتبال راپید وین           |
| 6     | هافبک     | مانفرد چاک            | ۲۲ دسامبر ۱۹۶۴ (۲۵ سال)  | 28          | باشگاه فوتبال آستریا وین          |
| 7     | مدافع     | کورت روس              | ۲۳ نوامبر ۱۹۶۴ (۲۵ سال)  | 20          | باشگاه فوتبال فرست وینا           |
| 8     | مدافع     | پیتر آرتنر            | ۲۰ مه ۱۹۶۶ (۲۴ سال)      | 21          | باشگاه فوتبال آدمیرا واکر مودلینگ |
| 9     | مهاجم     | تونی پولستر (کاپیتان) | ۱۰ مارس ۱۹۶۴ (۲۶ سال)    | 36          | باشگاه فوتبال سویا                |
| 10    | هافبک     | مانفرد لینزمایر       | ۲۷ اوت ۱۹۶۲ (۲۷ سال)     | 19          | Swarovski Tirol                   |
| 11    | هافبک     | آلفرد هورتناگل        | ۲۴ سپتامبر ۱۹۶۶ (۲۳ سال) | 10          | Swarovski Tirol                   |
| 12    | هافبک     | میشائل باور           | ۱۶ آوریل ۱۹۶۹ (۲۱ سال)   | 1           | Swarovski Tirol                   |
| 13    | مهاجم     | آندرئاس اوگریس        | ۷ اکتبر ۱۹۶۴ (۲۵ سال)    | 28          | باشگاه فوتبال آستریا وین          |
| 14    | مهاجم     | گرهارد روداکس         | ۲۹ اوت ۱۹۶۵ (۲۴ سال)     | 16          | باشگاه فوتبال آدمیرا واکر مودلینگ |
| 15    | مهاجم     | کریستیان کگلویتس      | ۲۹ ژانویه ۱۹۶۱ (۲۹ سال)  | 15          | باشگاه فوتبال راپید وین           |
| 16    | هافبک     | آندرئاس رایسینگر      | ۱۴ اکتبر ۱۹۶۳ (۲۶ سال)   | 6           | باشگاه فوتبال راپید وین           |
| 17    | مهاجم     | هیمو فیفنبرگر         | ۲۹ دسامبر ۱۹۶۶ (۲۳ سال)  | 3           | باشگاه فوتبال راپید وین           |
| 18    | مدافع     | میشائل اشترایتر       | ۱۹ ژانویه ۱۹۶۶ (۲۴ سال)  | 8           | Swarovski Tirol                   |
| 19    | هافبک     | گرالد گلاتزمایر       | ۱۴ دسامبر ۱۹۶۸ (۲۱ سال)  | 5           | باشگاه فوتبال فرست وینا           |
| 20    | هافبک     | آندرئاس هرتسوگ        | ۱۰ سپتامبر ۱۹۶۸ (۲۱ سال) | 16          | باشگاه فوتبال راپید وین           |
| 21    | دروازه‌بان | میشائیل کونزل         | ۶ مارس ۱۹۶۲ (۲۸ سال)     | 5           | باشگاه فوتبال راپید وین           |
| 22    | دروازه‌بان | اوتو کونراد           | ۱ نوامبر ۱۹۶۴ (۲۵ سال)   | 2           | باشگاه فوتبال اشتورم گراتس        |

### چکسلواکی
سرمربی: یوزف ونگلوش
| شماره | جایگاه    | بازیکن               | تاریخ تولد/سن            | بازی‌های ملی | باشگاه                                 |
| ----- | --------- | -------------------- | ------------------------ | ----------- | -------------------------------------- |
| 1     | دروازه‌بان | یان استیسکال         | ۱۵ ژانویه ۱۹۶۲ (۲۸ سال)  | 16          | باشگاه فوتبال اسپارتا پراگ             |
| 2     | مدافع     | یولیوس بیلیک         | ۸ مارس ۱۹۶۲ (۲۸ سال)     | 16          | باشگاه فوتبال اسپارتا پراگ             |
| 3     | مدافع     | میروسلاو کادلتس      | ۲۲ ژوئن ۱۹۶۴ (۲۵ سال)    | 20          | TJ Vítkovice                           |
| 4     | هافبک     | ایوان هاشک (کاپیتان) | ۶ سپتامبر ۱۹۶۳ (۲۶ سال)  | 42          | باشگاه فوتبال اسپارتا پراگ             |
| 5     | مدافع     | یان کوتسیان          | ۱۳ مارس ۱۹۵۸ (۳۲ سال)    | 13          | باشگاه فوتبال سن پائولی                |
| 6     | مدافع     | فرانتیشک استراکا     | ۲۱ مه ۱۹۵۸ (۳۲ سال)      | 32          | باشگاه فوتبال بروسیا مونشن‌گلادباخ      |
| 7     | هافبک     | میخال بیلک           | ۱۳ آوریل ۱۹۶۵ (۲۵ سال)   | 20          | باشگاه فوتبال اسپارتا پراگ             |
| 8     | هافبک     | جوزف چواناک          | ۷ مارس ۱۹۶۰ (۳۰ سال)     | 42          | باشگاه ورزشی پی‌اس‌وی آیندهوون           |
| 9     | هافبک     | لوبوش کوبیک          | ۲۰ ژانویه ۱۹۶۴ (۲۶ سال)  | 21          | باشگاه فوتبال فیورنتینا                |
| 10    | مهاجم     | توماس اسکوراوی       | ۷ سپتامبر ۱۹۶۵ (۲۴ سال)  | 22          | باشگاه فوتبال اسپارتا پراگ             |
| 11    | هافبک     | لوبومیر موراوچیک     | ۲۲ ژوئن ۱۹۶۵ (۲۴ سال)    | 16          | Plastika Nitra                         |
| 12    | مدافع     | پتر فیبر             | ۱۶ مه ۱۹۶۴ (۲۶ سال)      | 3           | باشگاه فوتبال داک ۱۹۰۴ دونایسکا استردا |
| 13    | هافبک     | ییژی نمتس            | ۱۵ مه ۱۹۶۶ (۲۴ سال)      | 1           | دوکلا پراگ                             |
| 14    | هافبک     | ولادیمیر وایس        | ۲۲ سپتامبر ۱۹۶۴ (۲۵ سال) | 15          | Inter Bratislava                       |
| 15    | مدافع     | ولادیمیر کینیر       | ۶ آوریل ۱۹۵۸ (۳۲ سال)    | 9           | باشگاه فوتبال اسلوان براتیسلاوا        |
| 16    | مهاجم     | ویلیام هیراوی        | ۲۶ نوامبر ۱۹۶۲ (۲۷ سال)  | 10          | باشگاه فوتبال بانیک استراوا            |
| 17    | مهاجم     | ایوو کنوفلیچک        | ۲۳ فوریه ۱۹۶۲ (۲۸ سال)   | 28          | باشگاه فوتبال سن پائولی                |
| 18    | مهاجم     | میلان لوهووی         | ۱ ژانویه ۱۹۶۳ (۲۷ سال)   | 28          | باشگاه فوتبال اسپورتینگ خیخون          |
| 19    | مهاجم     | استانیسلاو گریگا     | ۴ نوامبر ۱۹۶۱ (۲۸ سال)   | 32          | باشگاه فوتبال فاینورد                  |
| 20    | هافبک     | واتسلاو نمچمک        | ۲۵ ژانویه ۱۹۶۷ (۲۳ سال)  | 17          | باشگاه فوتبال اسپارتا پراگ             |
| 21    | دروازه‌بان | لودک میکلوشکو        | ۹ دسامبر ۱۹۶۱ (۲۸ سال)   | 32          | باشگاه فوتبال وستهام یونایتد           |
| 22    | دروازه‌بان | پتر پالوخ            | ۱۷ فوریه ۱۹۵۸ (۳۲ سال)   | 0           | Plastika Nitra                         |

### ایتالیا
سرمربی: آزلیو ویچینی
| شماره | جایگاه    | بازیکن                 | تاریخ تولد/سن           | بازی‌های ملی | باشگاه                    |
| ----- | --------- | ---------------------- | ----------------------- | ----------- | ------------------------- |
| 1     | دروازه‌بان | والتر زنگا             | ۲۸ آوریل ۱۹۶۰ (۳۰ سال)  | 35          | باشگاه فوتبال اینتر میلان |
| 2     | مدافع     | فرانکو بارزی           | ۸ مه ۱۹۶۰ (۳۰ سال)      | 39          | باشگاه فوتبال آ.ث. میلان  |
| 3     | مدافع     | جوزپه برگومی (کاپیتان) | ۲۲ دسامبر ۱۹۶۳ (۲۶ سال) | 65          | باشگاه فوتبال اینتر میلان |
| 4     | مدافع     | لوئیجی د آگوستینی      | ۷ آوریل ۱۹۶۱ (۲۹ سال)   | 24          | باشگاه فوتبال یوونتوس     |
| 5     | مدافع     | چرو فررارا             | ۱۱ فوریه ۱۹۶۷ (۲۳ سال)  | 16          | باشگاه فوتبال ناپولی      |
| 6     | مدافع     | ریکاردو فرری           | ۲۰ اوت ۱۹۶۳ (۲۶ سال)    | 29          | باشگاه فوتبال اینتر میلان |
| 7     | مدافع     | پائولو مالدینی         | ۲۶ ژوئن ۱۹۶۸ (۲۱ سال)   | 19          | باشگاه فوتبال آ.ث. میلان  |
| 8     | مدافع     | پیترو ویرکووود         | ۶ آوریل ۱۹۵۹ (۳۱ سال)   | 29          | باشگاه فوتبال سمپدوریا    |
| 9     | هافبک     | کارلو آنچلوتی          | ۱۰ ژوئن ۱۹۵۹ (۳۰ سال)   | 22          | باشگاه فوتبال آ.ث. میلان  |
| 10    | هافبک     | نیکولا برتی            | ۱۴ آوریل ۱۹۶۷ (۲۳ سال)  | 11          | باشگاه فوتبال اینتر میلان |
| 11    | هافبک     | فرناندو د ناپولی       | ۱۵ مارس ۱۹۶۴ (۲۶ سال)   | 38          | باشگاه فوتبال ناپولی      |
| 12    | دروازه‌بان | ستفانو تاکونی          | ۱۳ مه ۱۹۵۷ (۳۳ سال)     | 5           | باشگاه فوتبال یوونتوس     |
| 13    | هافبک     | جوزپه جانینی           | ۲۰ اوت ۱۹۶۴ (۲۵ سال)    | 34          | باشگاه فوتبال آ.اس. رم    |
| 14    | هافبک     | جانکارلو ماروکی        | ۴ ژوئیه ۱۹۶۵ (۲۴ سال)   | 7           | باشگاه فوتبال یوونتوس     |
| 15    | مهاجم     | روبرتو باجو            | ۱۸ فوریه ۱۹۶۷ (۲۳ سال)  | 8           | باشگاه فوتبال فیورنتینا   |
| 16    | مهاجم     | آندریا کارنئوال        | ۱۲ ژانویه ۱۹۶۱ (۲۹ سال) | 8           | باشگاه فوتبال ناپولی      |
| 17    | هافبک     | روبرتو دونادونی        | ۹ سپتامبر ۱۹۶۳ (۲۶ سال) | 29          | باشگاه فوتبال آ.ث. میلان  |
| 18    | مهاجم     | روبرتو مانچینی         | ۲۷ نوامبر ۱۹۶۴ (۲۵ سال) | 20          | باشگاه فوتبال سمپدوریا    |
| 19    | مهاجم     | سالواتوره اسکیلاچی     | ۱ دسامبر ۱۹۶۴ (۲۵ سال)  | 1           | باشگاه فوتبال یوونتوس     |
| 20    | مهاجم     | آلدو سرنا              | ۲۵ ژوئن ۱۹۶۰ (۲۹ سال)   | 18          | باشگاه فوتبال اینتر میلان |
| 21    | مهاجم     | جانلوکا ویالی          | ۹ ژوئیه ۱۹۶۴ (۲۵ سال)   | 42          | باشگاه فوتبال سمپدوریا    |
| 22    | دروازه‌بان | جانلوکا پالیوکا        | ۱۸ دسامبر ۱۹۶۶ (۲۳ سال) | 0           | باشگاه فوتبال سمپدوریا    |

### ایالات متحده آمریکا
سرمربی: باب گانسلر
| شماره | جایگاه    | بازیکن                  | تاریخ تولد/سن            | بازی‌های ملی | باشگاه                     |
| ----- | --------- | ----------------------- | ------------------------ | ----------- | -------------------------- |
| 1     | دروازه‌بان | تونی میولا              | ۲۱ فوریه ۱۹۶۹ (۲۱ سال)   | 17          | Virginia Cavaliers         |
| 2     | مدافع     | استیو تریتشو            | ۲۴ آوریل ۱۹۶۵ (۲۵ سال)   | 29          | Tampa Bay Rowdies          |
| 3     | مدافع     | جان دویل                | ۱۶ مارس ۱۹۶۶ (۲۴ سال)    | 21          | S.F. Bay Blackhawks        |
| 4     | مدافع     | جیمی بنکس               | ۲ سپتامبر ۱۹۶۴ (۲۵ سال)  | 26          | Milwaukee Wave             |
| 5     | مدافع     | مایک ویندیشمن (کاپیتان) | ۶ دسامبر ۱۹۶۵ (۲۴ سال)   | 42          | Albany Capitals            |
| 6     | هافبک     | جان هارکز               | ۸ مارس ۱۹۶۷ (۲۳ سال)     | 28          | Albany Capitals            |
| 7     | هافبک     | تب راموس                | ۲۱ سپتامبر ۱۹۶۶ (۲۳ سال) | 23          | Figueres                   |
| 8     | مدافع     | برایان بلیس             | ۲۸ سپتامبر ۱۹۶۵ (۲۴ سال) | 23          | Albany Capitals            |
| 9     | مهاجم     | کریستوفر سالیوان        | ۱۸ آوریل ۱۹۶۵ (۲۵ سال)   | 15          | باشگاه فوتبال دیوری ای‌تی‌او |
| 10    | مهاجم     | پیتر ورمش               | ۲۱ نوامبر ۱۹۶۶ (۲۳ سال)  | 20          | باشگاه فوتبال ولندام       |
| 11    | مهاجم     | اریک وینالدا            | ۹ ژوئن ۱۹۶۹ (۲۰ سال)     | 13          | S.F. Bay Blackhawks        |
| 12    | مدافع     | پل کرامپه               | ۴ مارس ۱۹۶۳ (۲۷ سال)     | 16          | Real Santa Barbara         |
| 13    | مهاجم     | اریک آیشمان             | ۷ مه ۱۹۶۵ (۲۵ سال)       | 21          | Fort Lauderdale Strikers   |
| 14    | هافبک     | جان استولمایر           | ۲۵ اکتبر ۱۹۶۲ (۲۷ سال)   | 28          | Washington Stars           |
| 15    | مدافع     | دزموند آرمسترانگ        | ۲ نوامبر ۱۹۶۴ (۲۵ سال)   | 14          | Baltimore Blast            |
| 16    | مهاجم     | بروس مورای              | ۲۵ ژانویه ۱۹۶۶ (۲۴ سال)  | 38          | Washington Stars           |
| 17    | مدافع     | مارسلو بالبوآ           | ۸ اوت ۱۹۶۷ (۲۲ سال)      | 18          | San Diego Nomads           |
| 18    | دروازه‌بان | کیسی کلر                | ۲۹ نوامبر ۱۹۶۹ (۲۰ سال)  | 6           | Portland Timbers           |
| 19    | هافبک     | کریس هندرسون            | ۱۱ دسامبر ۱۹۷۰ (۱۹ سال)  | 5           | UCLA Bruins                |
| 20    | هافبک     | پل کلیجیری              | ۹ مارس ۱۹۶۴ (۲۶ سال)     | 33          | SV Meppen                  |
| 21    | هافبک     | نیل کوون                | ۳۱ اوت ۱۹۶۹ (۲۰ سال)     | 5           | Wake Forest Demon Deacons  |
| 22    | دروازه‌بان | دیوید ونول              | ۶ فوریه ۱۹۶۳ (۲۷ سال)    | 13          | Los Angeles Heat           |

## گروه B

### آرژانتین
سرمربی: کارلوس بیلاردو
| شماره | جایگاه    | بازیکن                | تاریخ تولد/سن           | بازی‌های ملی | باشگاه                            |
| ----- | --------- | --------------------- | ----------------------- | ----------- | --------------------------------- |
| 1     | دروازه‌بان | نری پومپیدو*          | ۳۰ ژوئیه ۱۹۵۷ (۳۲ سال)  | 34          | باشگاه فوتبال رئال بتیس           |
| 2     | هافبک     | سرخیو باتیستا         | ۹ نوامبر ۱۹۶۲ (۲۷ سال)  | 30          | باشگاه فوتبال ریور پلاته          |
| 3     | مهاجم     | ابل بالبو             | ۱ ژوئن ۱۹۶۶ (۲۴ سال)    | 6           | باشگاه فوتبال اودینزه             |
| 4     | هافبک     | خوسه باسوالدو         | ۲۰ ژوئن ۱۹۶۳ (۲۶ سال)   | 10          | باشگاه فوتبال اشتوتگارت           |
| 5     | مدافع     | ادگاردو بائوسا        | ۲۶ ژانویه ۱۹۵۸ (۳۲ سال) | 1           | Veracruz                          |
| 6     | مهاجم     | گابریل کالدرون        | ۷ فوریه ۱۹۶۰ (۳۰ سال)   | 16          | باشگاه فوتبال پاری سن-ژرمن        |
| 7     | هافبک     | خورخه بوروچاگا        | ۹ اکتبر ۱۹۶۲ (۲۷ سال)   | 52          | باشگاه فوتبال نانت                |
| 8     | مهاجم     | کلودیو کانیگیا        | ۹ ژانویه ۱۹۶۷ (۲۳ سال)  | 16          | باشگاه فوتبال آتالانتا            |
| 9     | مهاجم     | گوستاوو دتزوتی        | ۱۴ فوریه ۱۹۶۴ (۲۶ سال)  | 1           | باشگاه فوتبال کرمونزه             |
| 10    | هافبک     | دیگو مارادونا کاپیتان | ۳۰ اکتبر ۱۹۶۰ (۲۹ سال)  | 73          | باشگاه فوتبال ناپولی              |
| 11    | مدافع     | نستور فابری           | ۲۹ آوریل ۱۹۶۸ (۲۲ سال)  | 7           | باشگاه فوتبال راسینگ کلوب آویاندا |
| 12    | دروازه‌بان | سرجیو گوی‌کوچه‌آ        | ۱۷ اکتبر ۱۹۶۳ (۲۶ سال)  | 1           | باشگاه فوتبال میلوناریوس          |
| 13    | مدافع     | نستور لورنسو          | ۲۸ فوریه ۱۹۶۶ (۲۴ سال)  | 12          | باشگاه فوتبال باری                |
| 14    | هافبک     | ریکاردو گیوستی        | ۱۱ دسامبر ۱۹۵۶ (۳۳ سال) | 47          | باشگاه اتلتیکو ایندپندینته        |
| 15    | مدافع     | پدرو مونسون           | ۲۳ فوریه ۱۹۶۲ (۲۸ سال)  | 10          | باشگاه اتلتیکو ایندپندینته        |
| 16    | مدافع     | خولیو اولارتیکوئچیا   | ۱۸ اکتبر ۱۹۵۸ (۳۱ سال)  | 19          | باشگاه فوتبال راسینگ کلوب آویاندا |
| 17    | مدافع     | روبرتو سنسینی         | ۱۲ اکتبر ۱۹۶۶ (۲۳ سال)  | 16          | باشگاه فوتبال اودینزه             |
| 18    | مدافع     | خوزه سریزولا          | ۱۶ ژوئن ۱۹۶۲ (۲۷ سال)   | 1           | باشگاه فوتبال ریور پلاته          |
| 19    | مدافع     | اسکار روجری           | ۲۶ ژانویه ۱۹۶۲ (۲۸ سال) | 50          | باشگاه فوتبال رئال مادرید         |
| 20    | مدافع     | خوان سیمون            | ۲ مارس ۱۹۶۰ (۳۰ سال)    | 3           | باشگاه فوتبال بوکا جونیورز        |
| 21    | هافبک     | پدرو تروگلیو          | ۲۸ ژوئیه ۱۹۶۵ (۲۴ سال)  | 12          | باشگاه ورزشی لاتزیو               |
| 22    | دروازه‌بان | فابیان کانسلاریچ      | ۲۰ دسامبر ۱۹۶۵ (۲۴ سال) | 0           | باشگاه ورزشی فرو کاریل اوئسته     |

| شماره | جایگاه    | بازیکن       | تاریخ تولد/سن          | بازی‌های ملی | باشگاه                   |
| ----- | --------- | ------------ | ---------------------- | ----------- | ------------------------ |
| 1     | دروازه‌بان | آنخل کومیتزو | ۲۷ آوریل ۱۹۶۲ (۲۸ سال) | 0           | باشگاه فوتبال ریور پلاته |

 *Following a rupture of goalkeeper Pumpido's درشت‌نی and نازک‌نی, the Argentine team was authorized to replace him with Comizzo, who joined the team as third goalkeeper.

### کامرون
سرمربی:  والری نپومنیاشی
| شماره | جایگاه    | بازیکن                | تاریخ تولد/سن            | بازی‌های ملی | باشگاه                 |
| ----- | --------- | --------------------- | ------------------------ | ----------- | ---------------------- |
| 1     | دروازه‌بان | ژوزف-آنتوان بل        | ۸ اکتبر ۱۹۵۴ (۳۵ سال)    | 3           | باشگاه فوتبال بوردو    |
| 2     | مدافع     | آندره کانا-بیییک      | ۱ سپتامبر ۱۹۶۵ (۲۴ سال)  | 41          | باشگاه فوتبال متس      |
| 3     | هافبک     | ژول اونانا            | ۱۲ ژوئن ۱۹۶۴ (۲۵ سال)    | 6           | Canon Yaoundé          |
| 4     | مدافع     | بنجامین مسینگ         | ۲۰ ژوئن ۱۹۶۲ (۲۷ سال)    | 0           | Créteil                |
| 5     | مدافع     | برتین ابوله           | ۱۱ سپتامبر ۱۹۶۲ (۲۷ سال) | 16          | Tonnerre Yaoundé       |
| 6     | مدافع     | امانوئل کوند          | ۱۵ ژوئیه ۱۹۵۶ (۳۳ سال)   | 82          | Prévoyance Yaoundé     |
| 7     | مهاجم     | فرانسوا اومام بییک    | ۲۱ مه ۱۹۶۶ (۲۴ سال)      | 34          | Stade Lavallois        |
| 8     | هافبک     | امیل امبو             | ۳۰ مه ۱۹۶۶ (۲۴ سال)      | 38          | Chênois                |
| 9     | مهاجم     | روژه میلا             | ۲۰ مه ۱۹۵۲ (۳۸ سال)      | 56          | JS Saint-Pierroise     |
| 10    | هافبک     | لوئی-پل امفده         | ۲۶ فوریه ۱۹۶۱ (۲۹ سال)   | 40          | Canon Yaoundé          |
| 11    | مهاجم     | اوژن اککه             | ۳۰ مه ۱۹۶۰ (۳۰ سال)      | 2           | باشگاه فوتبال والنسین  |
| 12    | مدافع     | آلفونس یومبی          | ۳۰ ژوئن ۱۹۶۹ (۲۰ سال)    | ?           | Canon Yaoundé          |
| 13    | مدافع     | ژان-کلود پاگال        | ۱۵ سپتامبر ۱۹۶۴ (۲۵ سال) | 0           | La Roche Vendée        |
| 14    | مدافع     | استفن تاتاو (کاپیتان) | ۳۱ مارس ۱۹۶۳ (۲۷ سال)    | 29          | Tonnerre Yaoundé       |
| 15    | هافبک     | توماس لیبی            | ۱۷ نوامبر ۱۹۶۷ (۲۲ سال)  | 0           | Tonnerre Yaoundé       |
| 16    | دروازه‌بان | توماس انکونو          | ۲۰ ژوئیه ۱۹۵۶ (۳۳ سال)   | 57          | باشگاه فوتبال اسپانیول |
| 17    | مدافع     | ویکتور اندیپ          | ۲۰ اوت ۱۹۶۷ (۲۲ سال)     | 16          | Canon Yaoundé          |
| 18    | مهاجم     | بوناوانتور دیونکپ     | ۲۰ اوت ۱۹۶۱ (۲۸ سال)     | 49          | Union Douala           |
| 19    | هافبک     | روژه فئوتمبا          | ۳۱ اکتبر ۱۹۶۸ (۲۱ سال)   | 0           | Union Douala           |
| 20    | هافبک     | سیریل ماکاناکی        | ۲۸ ژوئن ۱۹۶۵ (۲۴ سال)    | 0           | Toulon                 |
| 21    | هافبک     | امانوئل مابوانگ       | ۲۷ نوامبر ۱۹۶۸ (۲۱ سال)  | 0           | Canon Yaoundé          |
| 22    | دروازه‌بان | ژاک سونگو-او          | ۱۷ مارس ۱۹۶۴ (۲۶ سال)    | 38          | Toulon                 |

### رومانی
سرمربی: امریک ژنی
| شماره | جایگاه    | بازیکن                | تاریخ تولد/سن            | بازی‌های ملی | باشگاه                             |
| ----- | --------- | --------------------- | ------------------------ | ----------- | ---------------------------------- |
| 1     | دروازه‌بان | سیلویو لونگ (کاپیتان) | ۹ سپتامبر ۱۹۵۶ (۳۳ سال)  | 65          | Steaua București                   |
| 2     | مدافع     | میرچئا ردنیک          | ۹ آوریل ۱۹۶۲ (۲۸ سال)    | 74          | باشگاه فوتبال دینامو بخارست        |
| 3     | مدافع     | مایکل کلاین           | ۱۰ اکتبر ۱۹۵۹ (۳۰ سال)   | 78          | باشگاه فوتبال دینامو بخارست        |
| 4     | مدافع     | یوان آندونه           | ۱۵ مارس ۱۹۶۰ (۳۰ سال)    | 49          | باشگاه فوتبال دینامو بخارست        |
| 5     | هافبک     | یوسیف روتاریو         | ۲۷ سپتامبر ۱۹۶۲ (۲۷ سال) | 11          | Steaua București                   |
| 6     | مدافع     | گئورگه پوپسکو         | ۹ اکتبر ۱۹۶۷ (۲۲ سال)    | 18          | باشگاه ورزشی یونیورسیتاتئا کرایووا |
| 7     | مهاجم     | ماریوس لاکاتوش        | ۵ آوریل ۱۹۶۴ (۲۶ سال)    | 38          | Steaua București                   |
| 8     | هافبک     | یوان سابائو           | ۱۲ فوریه ۱۹۶۸ (۲۲ سال)   | 21          | باشگاه فوتبال دینامو بخارست        |
| 9     | مهاجم     | رودیون کاماتارو       | ۲۲ ژوئن ۱۹۵۸ (۳۱ سال)    | 74          | باشگاه فوتبال رویال شارلوا         |
| 10    | هافبک     | گئورگی هاجی           | ۵ فوریه ۱۹۶۵ (۲۵ سال)    | 59          | Steaua București                   |
| 11    | هافبک     | دانوتس لوپو           | ۲۷ فوریه ۱۹۶۷ (۲۳ سال)   | 7           | باشگاه فوتبال دینامو بخارست        |
| 12    | دروازه‌بان | بوگدان استلیا         | ۵ دسامبر ۱۹۶۷ (۲۲ سال)   | 3           | باشگاه فوتبال دینامو بخارست        |
| 13    | مدافع     | آدریان پوپسکو         | ۲۶ ژوئن ۱۹۶۰ (۲۹ سال)    | 1           | باشگاه ورزشی یونیورسیتاتئا کرایووا |
| 14    | مهاجم     | فلورین رادوچویو       | ۱۷ مارس ۱۹۷۰ (۲۰ سال)    | 3           | باشگاه فوتبال دینامو بخارست        |
| 15    | هافبک     | دورین ماتئوتس         | ۵ اوت ۱۹۶۵ (۲۴ سال)      | 45          | باشگاه فوتبال دینامو بخارست        |
| 16    | هافبک     | دانیل تیموفته         | ۱ اکتبر ۱۹۶۷ (۲۲ سال)    | 4           | باشگاه فوتبال دینامو بخارست        |
| 17    | مهاجم     | ایلیه دومیترسکو       | ۶ ژانویه ۱۹۶۹ (۲۱ سال)   | 9           | Steaua București                   |
| 18    | مهاجم     | گابی بالینت           | ۳ ژانویه ۱۹۶۳ (۲۷ سال)   | 24          | Steaua București                   |
| 19    | مدافع     | امیل ساندوی           | ۱ مارس ۱۹۶۵ (۲۵ سال)     | 8           | باشگاه ورزشی یونیورسیتاتئا کرایووا |
| 20    | هافبک     | ژولت موژنایی          | ۲۰ اوت ۱۹۶۵ (۲۴ سال)     | 6           | Steaua București                   |
| 21    | هافبک     | یوان لوپسکو           | ۹ دسامبر ۱۹۶۸ (۲۱ سال)   | 4           | باشگاه فوتبال دینامو بخارست        |
| 22    | دروازه‌بان | گئورگی لیلیاک         | ۲۲ آوریل ۱۹۵۹ (۳۱ سال)   | 2           | باشگاه فوتبال پترولول پلویشت       |

### شوروی
سرمربی: والری لوبانوفسکی
| شماره | جایگاه    | بازیکن                 | تاریخ تولد/سن            | بازی‌های ملی | باشگاه                        |
| ----- | --------- | ---------------------- | ------------------------ | ----------- | ----------------------------- |
| 1     | دروازه‌بان | رینات داسایف (کاپیتان) | ۱۳ ژوئن ۱۹۵۷ (۳۲ سال)    | 90          | باشگاه فوتبال سویا            |
| 2     | مدافع     | وولودیمیر بسونوف       | ۵ مارس ۱۹۵۸ (۳۲ سال)     | 77          | باشگاه فوتبال دینامو کی‌یف     |
| 3     | مدافع     | واگیز خیدیاتولین       | ۳ مارس ۱۹۵۹ (۳۱ سال)     | 55          | باشگاه فوتبال تولوز           |
| 4     | مدافع     | اولگ کوزنتسوف          | ۲۲ مارس ۱۹۶۳ (۲۷ سال)    | 49          | باشگاه فوتبال دینامو کی‌یف     |
| 5     | مدافع     | آناتولی دمیننکو        | ۱۹ فوریه ۱۹۵۹ (۳۱ سال)   | 79          | باشگاه فوتبال دینامو کی‌یف     |
| 6     | هافبک     | واسیل راتس             | ۲۵ آوریل ۱۹۶۱ (۲۹ سال)   | 46          | باشگاه فوتبال دینامو کی‌یف     |
| 7     | هافبک     | سرگی آلینیکوف          | ۷ نوامبر ۱۹۶۱ (۲۸ سال)   | 61          | باشگاه فوتبال یوونتوس         |
| 8     | هافبک     | هنادی لیتوچنکو         | ۱۱ سپتامبر ۱۹۶۳ (۲۶ سال) | 54          | باشگاه فوتبال دینامو کی‌یف     |
| 9     | هافبک     | الکساندر زواروف        | ۲۰ آوریل ۱۹۶۱ (۲۹ سال)   | 38          | باشگاه فوتبال یوونتوس         |
| 10    | مهاجم     | اولگ پراتاسوف          | ۴ فوریه ۱۹۶۴ (۲۶ سال)    | 60          | باشگاه فوتبال دینامو کی‌یف     |
| 11    | مهاجم     | ایگور دوبروولسکی       | ۲۷ اوت ۱۹۶۷ (۲۲ سال)     | 13          | باشگاه فوتبال دینامو مسکو     |
| 12    | هافبک     | الکساندر بورودیوک      | ۳۰ نوامبر ۱۹۶۲ (۲۷ سال)  | 5           | باشگاه فوتبال شالکه ۰۴        |
| 13    | مدافع     | آخریک تسویبا           | ۱۰ سپتامبر ۱۹۶۶ (۲۳ سال) | 3           | باشگاه فوتبال دینامو کی‌یف     |
| 14    | مهاجم     | وولودیمیر لیوتی        | ۲۴ آوریل ۱۹۶۲ (۲۸ سال)   | 2           | باشگاه فوتبال شالکه ۰۴        |
| 15    | هافبک     | ایوان یارمچوک          | ۱۹ مارس ۱۹۶۲ (۲۸ سال)    | 16          | باشگاه فوتبال دینامو کی‌یف     |
| 16    | دروازه‌بان | ویکتور چانوف           | ۲۱ ژوئیه ۱۹۵۹ (۳۰ سال)   | 21          | باشگاه فوتبال دینامو کی‌یف     |
| 17    | هافبک     | آندری زیگمانتوویچ      | ۲ دسامبر ۱۹۶۲ (۲۷ سال)   | 34          | باشگاه فوتبال دینامو مینسک    |
| 18    | هافبک     | ایگور شالیموف          | ۲ فوریه ۱۹۶۹ (۲۱ سال)    | 0           | باشگاه فوتبال اسپارتاک مسکو   |
| 19    | مدافع     | سرگی فوکین             | ۲۶ ژوئیه ۱۹۶۱ (۲۸ سال)   | 3           | باشگاه فوتبال زسکا مسکو       |
| 20    | مدافع     | سرگی گورلوکویچ         | ۱۸ نوامبر ۱۹۶۱ (۲۸ سال)  | 15          | باشگاه فوتبال بروسیا دورتموند |
| 21    | هافبک     | والری بروشین           | ۱۹ اکتبر ۱۹۶۲ (۲۷ سال)   | 2           | باشگاه فوتبال زسکا مسکو       |
| 22    | دروازه‌بان | الکساندر اواروف        | ۱۳ ژانویه ۱۹۶۰ (۳۰ سال)  | 1           | باشگاه فوتبال دینامو مسکو     |

## گروه C

### برزیل
سرمربی: سباستیائو لازرونی
| شماره | جایگاه    | بازیکن                       | تاریخ تولد/سن            | بازی‌های ملی | باشگاه                        |
| ----- | --------- | ---------------------------- | ------------------------ | ----------- | ----------------------------- |
| 1     | دروازه‌بان | کلودیو تافارل                | ۸ مه ۱۹۶۶ (۲۴ سال)       | 26          | باشگاه ورزشی اینترناسیونال    |
| 2     | مدافع     | ژورژینیو                     | ۱۷ اوت ۱۹۶۴ (۲۵ سال)     | 22          | باشگاه فوتبال بایر ۰۴ لورکوزن |
| 3     | مدافع     | ریکاردو گومز (کاپیتان)       | ۱۳ دسامبر ۱۹۶۴ (۲۵ سال)  | 30          | باشگاه ورزشی بنفیکا           |
| 4     | هافبک     | دونگا                        | ۳۱ اکتبر ۱۹۶۳ (۲۶ سال)   | 21          | باشگاه فوتبال فیورنتینا       |
| 5     | هافبک     | آلمائو                       | ۲۲ نوامبر ۱۹۶۱ (۲۸ سال)  | 32          | باشگاه فوتبال ناپولی          |
| 6     | مدافع     | برانکو                       | ۴ آوریل ۱۹۶۴ (۲۶ سال)    | 34          | باشگاه فوتبال پورتو           |
| 7     | هافبک     | بیسمارک براتو فاریا          | ۱۱ سپتامبر ۱۹۶۹ (۲۰ سال) | 10          | باشگاه ورزشی واسکو دوگاما     |
| 8     | هافبک     | والدو فیلو                   | ۱۲ ژانویه ۱۹۶۴ (۲۶ سال)  | 38          | باشگاه ورزشی بنفیکا           |
| 9     | مهاجم     | کارکا                        | ۵ اکتبر ۱۹۶۰ (۲۹ سال)    | 46          | باشگاه فوتبال ناپولی          |
| 10    | هافبک     | سیلاس پریرا                  | ۲۷ اوت ۱۹۶۵ (۲۴ سال)     | 29          | باشگاه فوتبال اسپورتینگ       |
| 11    | مهاجم     | روماریو                      | ۲۹ ژانویه ۱۹۶۶ (۲۴ سال)  | 24          | باشگاه ورزشی پی‌اس‌وی آیندهوون  |
| 12    | دروازه‌بان | آساسیو                       | ۲۰ ژانویه ۱۹۵۹ (۳۱ سال)  | 6           | باشگاه ورزشی واسکو دوگاما     |
| 13    | مدافع     | کارلوس موزر                  | ۱۹ سپتامبر ۱۹۶۰ (۲۹ سال) | 27          | باشگاه فوتبال المپیک مارسی    |
| 14    | مدافع     | آلدایر                       | ۳۰ نوامبر ۱۹۶۵ (۲۴ سال)  | 18          | باشگاه ورزشی بنفیکا           |
| 15    | مهاجم     | مولر                         | ۳۱ ژانویه ۱۹۶۶ (۲۴ سال)  | 31          | باشگاه فوتبال تورینو          |
| 16    | مهاجم     | ببتو                         | ۱۶ فوریه ۱۹۶۴ (۲۶ سال)   | 26          | باشگاه ورزشی واسکو دوگاما     |
| 17    | مهاجم     | ریناتو گوچو                  | ۹ سپتامبر ۱۹۶۲ (۲۷ سال)  | 23          | باشگاه فوتبال فلامینگو        |
| 18    | مدافع     | مازینهو                      | ۸ آوریل ۱۹۶۶ (۲۴ سال)    | 17          | باشگاه ورزشی واسکو دوگاما     |
| 19    | مدافع     | ریکاردو روبرتو براتو دا روچا | ۱۱ سپتامبر ۱۹۶۲ (۲۷ سال) | 14          | باشگاه فوتبال سائو پائولو     |
| 20    | هافبک     | تیتا                         | ۱ آوریل ۱۹۵۸ (۳۲ سال)    | 31          | باشگاه ورزشی واسکو دوگاما     |
| 21    | مدافع     | مائورو گالوائو               | ۱۹ دسامبر ۱۹۶۱ (۲۸ سال)  | 20          | باشگاه فوتبال بوتافوگو        |
| 22    | دروازه‌بان | خوزه کارلوس دا کوستا آراخو   | ۷ فوریه ۱۹۶۲ (۲۸ سال)    | 3           | باشگاه فوتبال فلامینگو        |

### کاستاریکا
سرمربی:  بورا میلوتینوویچ
| شماره | جایگاه    | بازیکن               | تاریخ تولد/سن           | بازی‌های ملی | باشگاه                                |
| ----- | --------- | -------------------- | ----------------------- | ----------- | ------------------------------------- |
| 1     | دروازه‌بان | لوئیس گابلو کونیو    | ۱ ژانویه ۱۹۶۰ (۳۰ سال)  | 32          | Ramonense                             |
| 2     | مدافع     | ولادیمیر کسادا       | ۱۲ مه ۱۹۶۶ (۲۴ سال)     | 0           | باشگاه فوتبال ساپریسا                 |
| 3     | مدافع     | روجر فلورس (کاپیتان) | ۲۶ مه ۱۹۵۹ (۳۱ سال)     | 0           | باشگاه فوتبال ساپریسا                 |
| 4     | مدافع     | رونالد گونسالس       | ۸ اوت ۱۹۷۰ (۱۹ سال)     | 4           | باشگاه فوتبال ساپریسا                 |
| 5     | مدافع     | ماروین اوباندو       | ۴ آوریل ۱۹۶۰ (۳۰ سال)   | 6           | Herediano                             |
| 6     | هافبک     | خوسه کارلوس چاوس     | ۳ سپتامبر ۱۹۵۸ (۳۱ سال) | 0           | باشگاه فوتبال لیگا دپورتیوا آلاخولنسه |
| 7     | مهاجم     | ارنان مدفورد         | ۲۳ مه ۱۹۶۸ (۲۲ سال)     | 18          | باشگاه فوتبال ساپریسا                 |
| 8     | هافبک     | خرمان چاواریا        | ۱۹ مارس ۱۹۵۸ (۳۲ سال)   | 3           | Herediano                             |
| 9     | هافبک     | الشندره گیمارائینش   | ۷ نوامبر ۱۹۵۹ (۳۰ سال)  | 0           | باشگاه فوتبال ساپریسا                 |
| 10    | هافبک     | اسکار رامیرس         | ۸ دسامبر ۱۹۶۴ (۲۵ سال)  | 25          | باشگاه فوتبال لیگا دپورتیوا آلاخولنسه |
| 11    | مهاجم     | کلاودیو خارا         | ۶ مه ۱۹۵۹ (۳۱ سال)      | 0           | Herediano                             |
| 12    | هافبک     | روجر گومس            | ۷ فوریه ۱۹۶۵ (۲۵ سال)   | 0           | باشگاه ورزشی کارتاگینیس               |
| 13    | هافبک     | میگل دیویس           | ۱۸ ژوئن ۱۹۶۶ (۲۳ سال)   | ?           | باشگاه فوتبال لیگا دپورتیوا آلاخولنسه |
| 14    | هافبک     | خوان کایاسو          | ۲۴ ژوئن ۱۹۶۱ (۲۸ سال)   | 1           | باشگاه فوتبال ساپریسا                 |
| 15    | مدافع     | رونالد مارین         | ۲ نوامبر ۱۹۶۲ (۲۷ سال)  | 3           | Herediano                             |
| 16    | مهاجم     | خوسه خایکل           | ۳ آوریل ۱۹۶۶ (۲۴ سال)   | ?           | باشگاه فوتبال ساپریسا                 |
| 17    | هافبک     | روی مایرس            | ۱۳ آوریل ۱۹۶۹ (۲۱ سال)  | 0           | Limonense                             |
| 18    | مدافع     | جئووانی خارا         | ۲۰ ژوئیه ۱۹۶۷ (۲۲ سال)  | 0           | Herediano                             |
| 19    | مدافع     | اکتور مارچنا         | ۴ ژانویه ۱۹۶۵ (۲۵ سال)  | 0           | باشگاه ورزشی کارتاگینیس               |
| 20    | مدافع     | ماوریسیو مونترو      | ۱۹ اکتبر ۱۹۶۳ (۲۶ سال)  | 21          | باشگاه فوتبال لیگا دپورتیوا آلاخولنسه |
| 21    | دروازه‌بان | ارمیدیو بارانتس      | ۲ سپتامبر ۱۹۶۴ (۲۵ سال) | 0           | Municipal Puntarenas                  |
| 22    | دروازه‌بان | میگل سگورا           | ۲ سپتامبر ۱۹۶۳ (۲۶ سال) | ?           | باشگاه فوتبال ساپریسا                 |

### اسکاتلند
سرمربی: اندی راکسبرو
| شماره | جایگاه    | بازیکن              | تاریخ تولد/سن            | بازی‌های ملی | باشگاه                          |
| ----- | --------- | ------------------- | ------------------------ | ----------- | ------------------------------- |
| 1     | دروازه‌بان | جیم لایتون          | ۲۴ ژوئیه ۱۹۵۸ (۳۱ سال)   | 55          | باشگاه فوتبال منچستر یونایتد    |
| 2     | مدافع     | الکس مک‌لیش          | ۲۱ ژانویه ۱۹۵۹ (۳۱ سال)  | 69          | باشگاه فوتبال آبردین            |
| 3     | مدافع     | روی ایتکن (کاپیتان) | ۲۴ نوامبر ۱۹۵۸ (۳۱ سال)  | 53          | باشگاه فوتبال نیوکاسل یونایتد   |
| 4     | مدافع     | ریچارد گوگ          | ۵ آوریل ۱۹۶۲ (۲۸ سال)    | 49          | باشگاه فوتبال رنجرز             |
| 5     | هافبک     | پل مک‌استی           | ۲۲ اکتبر ۱۹۶۴ (۲۵ سال)   | 46          | باشگاه فوتبال سلتیک             |
| 6     | مدافع     | موریس مالپس         | ۳ اوت ۱۹۶۲ (۲۷ سال)      | 34          | باشگاه فوتبال داندی یونایتد     |
| 7     | مهاجم     | مو جانستن           | ۱۳ آوریل ۱۹۶۳ (۲۷ سال)   | 33          | باشگاه فوتبال رنجرز             |
| 8     | هافبک     | جیم بت              | ۲۵ نوامبر ۱۹۵۹ (۳۰ سال)  | 24          | باشگاه فوتبال آبردین            |
| 9     | مهاجم     | آلی مکویست          | ۲۴ سپتامبر ۱۹۶۲ (۲۷ سال) | 23          | باشگاه فوتبال رنجرز             |
| 10    | هافبک     | موردو مک‌لاود        | ۲۴ سپتامبر ۱۹۵۸ (۳۱ سال) | 14          | باشگاه فوتبال بروسیا دورتموند   |
| 11    | مدافع     | گری گیلسپی          | ۵ ژوئیه ۱۹۶۰ (۲۹ سال)    | 11          | باشگاه فوتبال لیورپول           |
| 12    | دروازه‌بان | اندی گورام          | ۱۳ آوریل ۱۹۶۴ (۲۶ سال)   | 9           | باشگاه فوتبال هیبرنین           |
| 13    | مهاجم     | گوردون دوری         | ۶ دسامبر ۱۹۶۵ (۲۴ سال)   | 6           | باشگاه فوتبال چلسی              |
| 14    | مهاجم     | الن مک‌اینلی         | ۱۰ فوریه ۱۹۶۳ (۲۷ سال)   | 7           | باشگاه فوتبال بایرن مونیخ       |
| 15    | مدافع     | کریگ لوین           | ۲۲ اکتبر ۱۹۶۴ (۲۵ سال)   | 5           | باشگاه فوتبال هارت آف میدلوتیان |
| 16    | هافبک     | استوارت مک‌کال       | ۱۰ ژوئن ۱۹۶۴ (۲۵ سال)    | 5           | باشگاه فوتبال اورتون            |
| 17    | مدافع     | استوارت مک‌کیمی      | ۲۷ اکتبر ۱۹۶۲ (۲۷ سال)   | 4           | باشگاه فوتبال آبردین            |
| 18    | هافبک     | جان کالینز          | ۳۱ ژانویه ۱۹۶۸ (۲۲ سال)  | 4           | باشگاه فوتبال هیبرنین           |
| 19    | مدافع     | دیو مک‌فرسن          | ۲۸ ژانویه ۱۹۶۴ (۲۶ سال)  | 4           | باشگاه فوتبال هارت آف میدلوتیان |
| 20    | هافبک     | گری مک‌آلیستر        | ۲۵ دسامبر ۱۹۶۴ (۲۵ سال)  | 3           | باشگاه فوتبال لستر سیتی         |
| 21    | مهاجم     | رابرت فلک           | ۱۱ اوت ۱۹۶۵ (۲۴ سال)     | 1           | باشگاه فوتبال نوریچ سیتی        |
| 22    | دروازه‌بان | برایان گان          | ۲۲ دسامبر ۱۹۶۳ (۲۶ سال)  | 1           | باشگاه فوتبال نوریچ سیتی        |

The Scotland squad was numbered according to the number of caps that each player had won at the time.
The exception to this was Goalkeeper Jim Leighton who was given the traditional number 1 jersey.

### سوئد
سرمربی: اوله نوردین
| شماره | جایگاه    | بازیکن             | تاریخ تولد/سن            | بازی‌های ملی | باشگاه                       |
| ----- | --------- | ------------------ | ------------------------ | ----------- | ---------------------------- |
| 1     | دروازه‌بان | اسون آندرسون       | ۶ اکتبر ۱۹۶۳ (۲۶ سال)    | 1           | باشگاه فوتبال اورگریته       |
| 2     | مدافع     | یان اریکسون        | ۲۴ اوت ۱۹۶۷ (۲۲ سال)     | 1           | باشگاه فوتبال ای‌آی‌کی         |
| 3     | مدافع     | گلن هیزن (کاپیتان) | ۳۰ اکتبر ۱۹۵۹ (۳۰ سال)   | 64          | باشگاه فوتبال لیورپول        |
| 4     | مدافع     | پتر لارسون         | ۸ مارس ۱۹۶۱ (۲۹ سال)     | 36          | باشگاه فوتبال آژاکس آمستردام |
| 5     | مدافع     | روگر لیونگ         | ۸ ژانویه ۱۹۶۶ (۲۴ سال)   | 19          | باشگاه ورزشی یانگ بویز       |
| 6     | مدافع     | رولاند نیلسون      | ۲۷ نوامبر ۱۹۶۳ (۲۶ سال)  | 32          | باشگاه فوتبال شفیلد ونزدی    |
| 7     | هافبک     | نیکلاس نیلین       | ۲۱ مارس ۱۹۶۶ (۲۴ سال)    | 8           | باشگاه فوتبال مالمو          |
| 8     | هافبک     | استیفن شوارتز      | ۱۸ آوریل ۱۹۶۹ (۲۱ سال)   | 6           | باشگاه فوتبال مالمو          |
| 9     | هافبک     | لیف انگکویست       | ۳۰ ژوئیه ۱۹۶۲ (۲۷ سال)   | 15          | باشگاه فوتبال مالمو          |
| 10    | هافبک     | کلاس اینگسون       | ۲۰ اوت ۱۹۶۸ (۲۱ سال)     | 11          | باشگاه فوتبال گوتبورگ        |
| 11    | هافبک     | اولریک یانسون      | ۲ فوریه ۱۹۶۸ (۲۲ سال)    | 0           | باشگاه فوتبال اوسترش         |
| 12    | دروازه‌بان | لارس اریکسون       | ۲۱ سپتامبر ۱۹۶۵ (۲۴ سال) | 3           | باشگاه فوتبال نورشوپینگ      |
| 13    | هافبک     | اندرس لیمپار       | ۲۴ سپتامبر ۱۹۶۵ (۲۴ سال) | 21          | باشگاه فوتبال کرمونزه        |
| 14    | هافبک     | یواکیم نیلسون      | ۳۱ مارس ۱۹۶۶ (۲۴ سال)    | 19          | باشگاه فوتبال مالمو          |
| 15    | هافبک     | گلن استرومبری      | ۵ ژانویه ۱۹۶۰ (۳۰ سال)   | 49          | باشگاه فوتبال آتالانتا       |
| 16    | هافبک     | یوناس ترن          | ۲۰ مارس ۱۹۶۷ (۲۳ سال)    | 21          | باشگاه ورزشی بنفیکا          |
| 17    | مهاجم     | توماس برولین       | ۲۹ نوامبر ۱۹۶۹ (۲۰ سال)  | 2           | باشگاه فوتبال نورشوپینگ      |
| 18    | مهاجم     | یونی اکستروم       | ۵ مارس ۱۹۶۵ (۲۵ سال)     | 32          | باشگاه فوتبال کن             |
| 19    | مدافع     | ماتس گرن           | ۲۰ دسامبر ۱۹۶۳ (۲۶ سال)  | 10          | باشگاه فوتبال گراس‌هاپر زوریخ |
| 20    | مهاجم     | متس مگنوسون        | ۱۰ ژوئیه ۱۹۶۳ (۲۶ سال)   | 29          | باشگاه ورزشی بنفیکا          |
| 21    | مهاجم     | استفان پترسون      | ۲۲ مارس ۱۹۶۳ (۲۷ سال)    | 19          | باشگاه فوتبال آژاکس آمستردام |
| 22    | دروازه‌بان | توماس راولی        | ۱۳ اوت ۱۹۵۹ (۳۰ سال)     | 72          | باشگاه فوتبال گوتبورگ        |

## گروه D

### کلمبیا
سرمربی: فرانسیسکو ماتورانا
| شماره | جایگاه    | بازیکن                    | تاریخ تولد/سن            | بازی‌های ملی | باشگاه                          |
| ----- | --------- | ------------------------- | ------------------------ | ----------- | ------------------------------- |
| 1     | دروازه‌بان | رنه هیگیتا                | ۲۷ اوت ۱۹۶۶ (۲۳ سال)     | 33          | باشگاه فوتبال اتلتیکو ناسیونال  |
| 2     | مدافع     | آندرس اسکوبار             | ۱۳ مارس ۱۹۶۷ (۲۳ سال)    | 4           | باشگاه ورزشی یانگ بویز          |
| 3     | مدافع     | خیلداردو گومس             | ۱۳ اکتبر ۱۹۶۳ (۲۶ سال)   | 0           | باشگاه فوتبال اتلتیکو ناسیونال  |
| 4     | مدافع     | لوئیس اررا                | ۱۲ ژوئن ۱۹۶۲ (۲۷ سال)    | 4           | باشگاه فوتبال اتلتیکو ناسیونال  |
| 5     | هافبک     | لئون ویا                  | ۱۲ ژانویه ۱۹۶۰ (۳۰ سال)  | 1           | باشگاه فوتبال اتلتیکو ناسیونال  |
| 6     | مدافع     | خوسه ریکاردو پرس          | ۲۴ اکتبر ۱۹۶۳ (۲۶ سال)   | 2           | باشگاه فوتبال اتلتیکو ناسیونال  |
| 7     | مهاجم     | کارلوس استرادا            | ۱ نوامبر ۱۹۶۱ (۲۸ سال)   | 0           | باشگاه فوتبال میلوناریوس        |
| 8     | هافبک     | گابریل گومس               | ۸ دسامبر ۱۹۵۹ (۳۰ سال)   | 5           | باشگاه فوتبال ایندپندینته مدئین |
| 9     | مهاجم     | میگل گررو                 | ۷ سپتامبر ۱۹۶۷ (۲۲ سال)  | 0           | باشگاه فوتبال آمریکا ده کالی    |
| 10    | هافبک     | کارلوس والدراما (کاپیتان) | ۲ سپتامبر ۱۹۶۱ (۲۸ سال)  | 26          | باشگاه ورزشی مون‌پلیه            |
| 11    | هافبک     | برناردو ردین              | ۲۶ فوریه ۱۹۶۳ (۲۷ سال)   | 8           | باشگاه ورزشی دیپورتیوو کالی     |
| 12    | دروازه‌بان | ادواردو نینیو             | ۸ اوت ۱۹۶۷ (۲۲ سال)      | 0           | باشگاه فوتبال سانتا فه          |
| 13    | مدافع     | کارلو اویوس               | ۲۸ فوریه ۱۹۶۲ (۲۸ سال)   | 24          | باشگاه ورزشی اتلتیکو جونیور     |
| 14    | هافبک     | لئونل آلوارز              | ۲۹ ژوئیه ۱۹۶۵ (۲۴ سال)   | 35          | باشگاه فوتبال اتلتیکو ناسیونال  |
| 15    | مدافع     | لوئیس کارلوس پریا         | ۲۹ دسامبر ۱۹۶۳ (۲۶ سال)  | 33          | باشگاه فوتبال اتلتیکو ناسیونال  |
| 16    | مهاجم     | آرنولدو ایگواران          | ۱۸ ژانویه ۱۹۵۷ (۳۳ سال)  | 58          | باشگاه فوتبال میلوناریوس        |
| 17    | مدافع     | جئوانیس کاسیانی           | ۱۰ ژانویه ۱۹۷۰ (۲۰ سال)  | 0           | باشگاه فوتبال اتلتیکو ناسیونال  |
| 18    | مدافع     | ویلمر کابررا              | ۱۵ سپتامبر ۱۹۶۷ (۲۲ سال) | 4           | باشگاه فوتبال آمریکا ده کالی    |
| 19    | هافبک     | فردی رینکون               | ۱۴ اوت ۱۹۶۶ (۲۳ سال)     | 9           | باشگاه فوتبال آمریکا ده کالی    |
| 20    | هافبک     | لوئیس فاخاردو             | ۱۸ اوت ۱۹۶۳ (۲۶ سال)     | 0           | باشگاه فوتبال اتلتیکو ناسیونال  |
| 21    | مدافع     | الکسیس موندوسا            | ۸ نوامبر ۱۹۶۱ (۲۸ سال)   | 1           | باشگاه ورزشی اتلتیکو جونیور     |
| 22    | مهاجم     | روبن داریو ارناندس        | ۱۹ فوریه ۱۹۶۵ (۲۵ سال)   | 1           | باشگاه فوتبال میلوناریوس        |

### امارات متحده عربی
سرمربی:  کارلوس آلبرتو پریرا
| شماره | جایگاه    | بازیکن             | تاریخ تولد/سن            | بازی‌های ملی | باشگاه                        |
| ----- | --------- | ------------------ | ------------------------ | ----------- | ----------------------------- |
| 1     | دروازه‌بان | عبدالله موسی       | ۲ مارس ۱۹۵۸ (۳۲ سال)     | 0           | باشگاه فوتبال شباب الاهلی     |
| 2     | مدافع     | خلیل غانم          | ۱۲ نوامبر ۱۹۶۴ (۲۵ سال)  | 4           | باشگاه فوتبال الخلیج خور فکان |
| 3     | هافبک     | علی ثانی جمعه      | ۱۸ اوت ۱۹۶۸ (۲۱ سال)     | 3           | باشگاه فوتبال الشارجه         |
| 4     | مدافع     | مبارک غانم         | ۳ سپتامبر ۱۹۶۳ (۲۶ سال)  | 3           | باشگاه فوتبال الخلیج خور فکان |
| 5     | هافبک     | عبدالله علی سلطان  | ۱ اکتبر ۱۹۶۳ (۲۶ سال)    | 4           | باشگاه فوتبال الخلیج خور فکان |
| 6     | مدافع     | عبدالرحمن محمد     | ۱ اکتبر ۱۹۶۳ (۲۶ سال)    | 0           | باشگاه فوتبال النصر امارات    |
| 7     | مهاجم     | فهد خمیس (کاپیتان) | ۲۴ ژانویه ۱۹۶۲ (۲۸ سال)  | 2           | باشگاه فوتبال الوصل امارات    |
| 8     | هافبک     | خالد اسماعیل       | ۷ ژوئیه ۱۹۶۵ (۲۴ سال)    | 3           | باشگاه فوتبال النصر امارات    |
| 9     | مهاجم     | عبدالعزیز محمد     | ۱۲ دسامبر ۱۹۶۵ (۲۴ سال)  | 0           | باشگاه فوتبال الشارجه         |
| 10    | مهاجم     | عدنان الطلیانی     | ۳۰ اکتبر ۱۹۶۴ (۲۵ سال)   | 4           | باشگاه فوتبال الشعب امارات    |
| 11    | مهاجم     | زهیر بخیت          | ۱۳ ژوئیه ۱۹۶۷ (۲۲ سال)   | 0           | باشگاه فوتبال الوصل امارات    |
| 12    | مهاجم     | حسین غلوم          | ۲۴ سپتامبر ۱۹۶۹ (۲۰ سال) | 2           | باشگاه فوتبال الشارجه         |
| 13    | هافبک     | حسن محمد           | ۲۳ اوت ۱۹۶۲ (۲۷ سال)     | 4           | باشگاه فوتبال الوصل امارات    |
| 14    | هافبک     | ناصر خمیس          | ۲ اوت ۱۹۶۵ (۲۴ سال)      | 0           | باشگاه فوتبال الوصل امارات    |
| 15    | مدافع     | ابراهیم میر        | ۱۶ ژوئیه ۱۹۶۷ (۲۲ سال)   | 4           | باشگاه فوتبال الشارجه         |
| 16    | مدافع     | محمد سلیم          | ۱۳ ژانویه ۱۹۶۸ (۲۲ سال)  | 2           | باشگاه فوتبال شباب الاهلی     |
| 17    | دروازه‌بان | محسن مصباح         | ۱ اکتبر ۱۹۶۴ (۲۵ سال)    | 4           | باشگاه فوتبال الشارجه         |
| 18    | هافبک     | فهد عبدالرحمن      | ۱۰ اکتبر ۱۹۶۲ (۲۷ سال)   | 3           | باشگاه فوتبال الوصل امارات    |
| 19    | مدافع     | عیسی میر           | ۱۶ ژوئیه ۱۹۶۷ (۲۲ سال)   | 2           | باشگاه فوتبال الشارجه         |
| 20    | مدافع     | یوسف حسین          | ۸ ژوئیه ۱۹۶۵ (۲۴ سال)    | 0           | باشگاه فوتبال الشارجه         |
| 21    | مدافع     | عبدالرحمن الحداد   | ۲۳ مارس ۱۹۶۶ (۲۴ سال)    | 0           | باشگاه فوتبال الشارجه         |
| 22    | دروازه‌بان | عبدالقادر حسن      | ۱۵ آوریل ۱۹۶۲ (۲۸ سال)   | 8           | باشگاه فوتبال الشباب امارات   |

### آلمان غربی
سرمربی: فرانتس بکن‌باوئر
| شماره | جایگاه    | بازیکن                 | تاریخ تولد/سن            | بازی‌های ملی | باشگاه                           |
| ----- | --------- | ---------------------- | ------------------------ | ----------- | -------------------------------- |
| 1     | دروازه‌بان | بودو ایلگنر            | ۷ آوریل ۱۹۶۷ (۲۳ سال)    | 15          | باشگاه فوتبال کلن                |
| 2     | مدافع     | اشتفان روتر            | ۱۶ اکتبر ۱۹۶۶ (۲۳ سال)   | 16          | باشگاه فوتبال بایرن مونیخ        |
| 3     | مدافع     | آندریاس برمه           | ۹ نوامبر ۱۹۶۰ (۲۹ سال)   | 51          | باشگاه فوتبال اینتر میلان        |
| 4     | مدافع     | یورگن کولر             | ۶ اکتبر ۱۹۶۵ (۲۴ سال)    | 27          | باشگاه فوتبال بایرن مونیخ        |
| 5     | مدافع     | کلاوس اوگنتالر         | ۲۶ سپتامبر ۱۹۵۷ (۳۲ سال) | 20          | باشگاه فوتبال بایرن مونیخ        |
| 6     | مدافع     | گیدو بوخوالد           | ۲۴ ژانویه ۱۹۶۱ (۲۹ سال)  | 32          | باشگاه فوتبال اشتوتگارت          |
| 7     | هافبک     | پیر لیتبارسکی          | ۱۶ آوریل ۱۹۶۰ (۳۰ سال)   | 67          | باشگاه فوتبال کلن                |
| 8     | هافبک     | توماس هسلر             | ۳۰ مه ۱۹۶۶ (۲۴ سال)      | 12          | باشگاه فوتبال کلن                |
| 9     | مهاجم     | رودی فولر              | ۱۳ آوریل ۱۹۶۰ (۳۰ سال)   | 63          | باشگاه فوتبال آ.اس. رم           |
| 10    | هافبک     | لوتار ماتئوس (کاپیتان) | ۲۱ مارس ۱۹۶۱ (۲۹ سال)    | 74          | باشگاه فوتبال اینتر میلان        |
| 11    | مهاجم     | فرانک میل              | ۲۳ ژوئیه ۱۹۵۸ (۳۱ سال)   | 17          | باشگاه فوتبال بروسیا دورتموند    |
| 12    | دروازه‌بان | رایموند آومان          | ۱۲ اکتبر ۱۹۶۳ (۲۶ سال)   | 3           | باشگاه فوتبال بایرن مونیخ        |
| 13    | مهاجم     | کارل-هاینتس ریدله      | ۱۶ سپتامبر ۱۹۶۵ (۲۴ سال) | 6           | باشگاه ورزشی وردر برمن           |
| 14    | مدافع     | توماس برتهولد          | ۱۲ نوامبر ۱۹۶۴ (۲۵ سال)  | 35          | باشگاه فوتبال آ.اس. رم           |
| 15    | هافبک     | اووه باین              | ۲۶ سپتامبر ۱۹۶۰ (۲۹ سال) | 6           | باشگاه فوتبال آینتراخت فرانکفورت |
| 16    | مدافع     | پاول اشتاینر           | ۲۳ ژانویه ۱۹۵۷ (۳۳ سال)  | 1           | باشگاه فوتبال کلن                |
| 17    | هافبک     | اندریاس مولر           | ۲ سپتامبر ۱۹۶۷ (۲۲ سال)  | 10          | باشگاه فوتبال بروسیا دورتموند    |
| 18    | مهاجم     | یورگن کلینزمن          | ۳۰ ژوئیه ۱۹۶۴ (۲۵ سال)   | 18          | باشگاه فوتبال اینتر میلان        |
| 19    | مدافع     | هانس پفلوگلر           | ۲۷ مارس ۱۹۶۰ (۳۰ سال)    | 10          | باشگاه فوتبال بایرن مونیخ        |
| 20    | هافبک     | اولاف تون              | ۱ مه ۱۹۶۶ (۲۴ سال)       | 33          | باشگاه فوتبال بایرن مونیخ        |
| 21    | هافبک     | گونتر هرمان            | ۵ دسامبر ۱۹۶۰ (۲۹ سال)   | 2           | باشگاه ورزشی وردر برمن           |
| 22    | دروازه‌بان | آندریاس کوپکه          | ۱۲ مارس ۱۹۶۲ (۲۸ سال)    | 1           | باشگاه فوتبال نورنبرگ            |

### یوگسلاوی
سرمربی: ایویتسا اوسیم
| شماره | جایگاه    | بازیکن                   | تاریخ تولد/سن            | بازی‌های ملی | باشگاه                         |
| ----- | --------- | ------------------------ | ------------------------ | ----------- | ------------------------------ |
| 1     | دروازه‌بان | تومیسلاو ایوکوویچ        | ۱۱ اوت ۱۹۶۰ (۲۹ سال)     | 26          | باشگاه فوتبال اسپورتینگ        |
| 2     | مدافع     | وویادین استانویکوویچ     | ۱۰ سپتامبر ۱۹۶۳ (۲۶ سال) | 16          | باشگاه فوتبال پارتیزان         |
| 3     | مدافع     | پردراگ اسپاسیچ           | ۱۳ مه ۱۹۶۵ (۲۵ سال)      | 18          | باشگاه فوتبال پارتیزان         |
| 4     | مدافع     | زوران وولیچ              | ۴ اکتبر ۱۹۶۱ (۲۸ سال)    | 15          | باشگاه ورزشی رئال مایورکا      |
| 5     | مدافع     | فاروق هادژیبگیچ          | ۷ اکتبر ۱۹۵۷ (۳۲ سال)    | 45          | باشگاه فوتبال سوشو             |
| 6     | مدافع     | داور یوزیچ               | ۲۲ سپتامبر ۱۹۶۰ (۲۹ سال) | 17          | باشگاه فوتبال چزنا             |
| 7     | هافبک     | دراگولیوب برنوویچ        | ۲ نوامبر ۱۹۶۳ (۲۶ سال)   | 20          | باشگاه فوتبال متس              |
| 8     | هافبک     | سافت سوشیچ               | ۱۳ آوریل ۱۹۵۵ (۳۵ سال)   | 47          | باشگاه فوتبال پاری سن-ژرمن     |
| 9     | مهاجم     | دارکو پانچف              | ۷ سپتامبر ۱۹۶۵ (۲۴ سال)  | 14          | باشگاه فوتبال ستاره سرخ بلگراد |
| 10    | هافبک     | دراگان استویکوویچ        | ۳ مارس ۱۹۶۵ (۲۵ سال)     | 33          | باشگاه فوتبال ستاره سرخ بلگراد |
| 11    | مهاجم     | زلاتکو وویوویچ (کاپیتان) | ۲۶ اوت ۱۹۵۸ (۳۱ سال)     | 63          | باشگاه فوتبال پاری سن-ژرمن     |
| 12    | دروازه‌بان | فخرالدین عمروویچ         | ۲۶ اوت ۱۹۶۱ (۲۸ سال)     | 0           | باشگاه فوتبال پارتیزان         |
| 13    | هافبک     | سرچکو کاتانیتس           | ۱۶ ژوئیه ۱۹۶۳ (۲۶ سال)   | 26          | باشگاه فوتبال سمپدوریا         |
| 14    | مهاجم     | آلن بوکشیچ               | ۲۱ ژانویه ۱۹۷۰ (۲۰ سال)  | 0           | باشگاه فوتبال هایدوک اسپلیت    |
| 15    | هافبک     | روبرت پروسینچکی          | ۱۲ ژانویه ۱۹۶۹ (۲۱ سال)  | 7           | باشگاه فوتبال ستاره سرخ بلگراد |
| 16    | هافبک     | رفیق شابانادژوویچ        | ۲ اوت ۱۹۶۵ (۲۴ سال)      | 4           | باشگاه فوتبال ستاره سرخ بلگراد |
| 17    | هافبک     | روبرت یارنی              | ۲۶ اکتبر ۱۹۶۸ (۲۱ سال)   | 1           | باشگاه فوتبال هایدوک اسپلیت    |
| 18    | مدافع     | میرساد بالییچ            | ۴ مارس ۱۹۶۲ (۲۸ سال)     | 28          | باشگاه فوتبال سیون             |
| 19    | هافبک     | دژان ساویسویچ            | ۱۵ سپتامبر ۱۹۶۶ (۲۳ سال) | 13          | باشگاه فوتبال ستاره سرخ بلگراد |
| 20    | مهاجم     | داور شوکر                | ۱ ژانویه ۱۹۶۸ (۲۲ سال)   | 0           | باشگاه فوتبال دینامو زاگرب     |
| 21    | مدافع     | آندری پانادیچ            | ۹ مارس ۱۹۶۹ (۲۱ سال)     | 3           | باشگاه فوتبال دینامو زاگرب     |
| 22    | دروازه‌بان | دراگویه لکوویچ           | ۲۱ نوامبر ۱۹۶۷ (۲۲ سال)  | 3           | Budućnost Titograd             |

## گروه E

### بلژیک
سرمربی: گای تیس
| شماره | جایگاه    | بازیکن                | تاریخ تولد/سن           | بازی‌های ملی | باشگاه                       |
| ----- | --------- | --------------------- | ----------------------- | ----------- | ---------------------------- |
| 1     | دروازه‌بان | میشل پرودوم           | ۲۴ ژانویه ۱۹۵۹ (۳۱ سال) | 23          | باشگاه فوتبال مشلان          |
| 2     | مدافع     | اریک گرتس             | ۱۸ مه ۱۹۵۴ (۳۶ سال)     | 80          | باشگاه ورزشی پی‌اس‌وی آیندهوون |
| 3     | مدافع     | فیلیپه آلبرت          | ۱۰ اوت ۱۹۶۷ (۲۲ سال)    | 7           | باشگاه فوتبال مشلان          |
| 4     | مدافع     | لی کلی‌یسترس           | ۶ نوامبر ۱۹۵۶ (۳۳ سال)  | 36          | باشگاه فوتبال مشلان          |
| 5     | هافبک     | برونو ورساول          | ۲۷ اوت ۱۹۶۷ (۲۲ سال)    | 14          | باشگاه فوتبال مشلان          |
| 6     | هافبک     | مارک امرس             | ۲۵ فوریه ۱۹۶۶ (۲۴ سال)  | 16          | باشگاه فوتبال مشلان          |
| 7     | مدافع     | استفان دمول           | ۱۱ مارس ۱۹۶۶ (۲۴ سال)   | 29          | باشگاه فوتبال پورتو          |
| 8     | هافبک     | فرانکی فن در الست     | ۳۰ آوریل ۱۹۶۱ (۲۹ سال)  | 37          | باشگاه فوتبال کلوب بروژ      |
| 9     | مهاجم     | مارک دگریسه           | ۴ سپتامبر ۱۹۶۵ (۲۴ سال) | 24          | باشگاه فوتبال اندرلشت        |
| 10    | هافبک     | انزو شیفو             | ۱۹ فوریه ۱۹۶۶ (۲۴ سال)  | 39          | باشگاه فوتبال اوسر           |
| 11    | هافبک     | یان کولمانس (کاپیتان) | ۲۸ فوریه ۱۹۵۷ (۳۳ سال)  | 88          | باشگاه فوتبال کلوب بروژ      |
| 12    | دروازه‌بان | ژیلبر بودار           | ۲ سپتامبر ۱۹۶۲ (۲۷ سال) | 5           | باشگاه فوتبال استاندارد لیژ  |
| 13    | مدافع     | گئورگس خرون           | ۲۵ ژانویه ۱۹۶۲ (۲۸ سال) | 47          | باشگاه فوتبال اندرلشت        |
| 14    | مهاجم     | نیکو کلاسن            | ۷ اکتبر ۱۹۶۲ (۲۷ سال)   | 35          | باشگاه فوتبال رویال آنتورپ   |
| 15    | مدافع     | ژان-فرانسوا دو سار    | ۱۸ دسامبر ۱۹۶۱ (۲۸ سال) | 3           | FC Liège                     |
| 16    | مدافع     | میشل د وولف           | ۱۹ ژانویه ۱۹۵۸ (۳۲ سال) | 27          | باشگاه فوتبال کورتریک        |
| 17    | مدافع     | پاسکال پلووی          | ۷ مه ۱۹۶۵ (۲۵ سال)      | 2           | باشگاه فوتبال کلوب بروژ      |
| 18    | هافبک     | لورنزو استیلنس        | ۳۰ آوریل ۱۹۶۴ (۲۶ سال)  | 1           | باشگاه فوتبال کلوب بروژ      |
| 19    | مهاجم     | مارک فن در لیندن      | ۴ فوریه ۱۹۶۴ (۲۶ سال)   | 17          | باشگاه فوتبال اندرلشت        |
| 20    | دروازه‌بان | فیلیپ د ویلده         | ۵ ژوئیه ۱۹۶۴ (۲۵ سال)   | 2           | باشگاه فوتبال اندرلشت        |
| 21    | هافبک     | مارک ویلموتس          | ۲۲ فوریه ۱۹۶۹ (۲۱ سال)  | 2           | باشگاه فوتبال مشلان          |
| 22    | هافبک     | پاتریک فرفوت          | ۱۷ ژانویه ۱۹۶۵ (۲۵ سال) | 27          | باشگاه فوتبال اندرلشت        |

### کره جنوبی
سرمربی:  لی هوئه-تایک
| شماره | جایگاه    | بازیکن                   | تاریخ تولد/سن           | بازی‌های ملی | باشگاه                       |
| ----- | --------- | ------------------------ | ----------------------- | ----------- | ---------------------------- |
| 1     | دروازه‌بان | کیم پونگ-جو              | ۱ اکتبر ۱۹۶۱ (۲۸ سال)   | 3           | باشگاه فوتبال بوسان ای‌پارک   |
| 2     | مدافع     | پارک کیونگ-هون           | ۱۹ ژانویه ۱۹۶۱ (۲۹ سال) | 11          | باشگاه فوتبال پوهانگ استیلرز |
| 3     | مدافع     | چوی کانگ هی              | ۱۲ آوریل ۱۹۵۹ (۳۱ سال)  | 6           | باشگاه فوتبال اولسان هیوندای |
| 4     | مدافع     | یون دوک-یو               | ۲۵ مارس ۱۹۶۱ (۲۹ سال)   | 0           | باشگاه فوتبال اولسان هیوندای |
| 5     | مدافع     | چانگ یونگ-هوان (کاپیتان) | ۱۰ فوریه ۱۹۶۰ (۳۰ سال)  | 12          | باشگاه فوتبال بوسان ای‌پارک   |
| 6     | مهاجم     | لی تائه-هو               | ۲۹ ژانویه ۱۹۶۱ (۲۹ سال) | 6           | باشگاه فوتبال بوسان ای‌پارک   |
| 7     | هافبک     | نو سو-جین                | ۱۰ فوریه ۱۹۶۲ (۲۸ سال)  | 4           | باشگاه فوتبال ججو یونایتد    |
| 8     | مهاجم     | چونگ هائه-وون            | ۱ ژوئیه ۱۹۵۹ (۳۰ سال)   | 6           | باشگاه فوتبال بوسان ای‌پارک   |
| 9     | هافبک     | هوانگبو کوان             | ۱ مارس ۱۹۶۵ (۲۵ سال)    | 1           | باشگاه فوتبال ججو یونایتد    |
| 10    | مهاجم     | لی سانگ-یون              | ۱۰ آوریل ۱۹۶۹ (۲۱ سال)  | 0           | باشگاه فوتبال سئونگنام       |
| 11    | مهاجم     | بیون بیونگ-جو            | ۲۶ آوریل ۱۹۶۱ (۲۹ سال)  | 11          | باشگاه فوتبال اولسان هیوندای |
| 12    | هافبک     | لی هونگ-سیل              | ۱۰ ژوئیه ۱۹۶۱ (۲۸ سال)  | 0           | باشگاه فوتبال پوهانگ استیلرز |
| 13    | مدافع     | چونگ جونگ-سو             | ۲۷ مارس ۱۹۶۱ (۲۹ سال)   | 1           | باشگاه فوتبال اولسان هیوندای |
| 14    | مهاجم     | چوی سون-هو               | ۱۰ ژانویه ۱۹۶۲ (۲۸ سال) | 76          | باشگاه فوتبال سئول           |
| 15    | مدافع     | چو مین-کوک               | ۵ ژوئیه ۱۹۶۳ (۲۶ سال)   | 10          | باشگاه فوتبال سئول           |
| 16    | هافبک     | کیم جو سونگ              | ۱۷ ژانویه ۱۹۶۶ (۲۴ سال) | 11          | باشگاه فوتبال بوسان ای‌پارک   |
| 17    | مدافع     | گو سانگ-بوم              | ۱۵ ژوئن ۱۹۶۴ (۲۵ سال)   | 9           | باشگاه فوتبال سئول           |
| 18    | مهاجم     | هوانگ سان-هونگ           | ۱۴ ژوئیه ۱۹۶۸ (۲۱ سال)  | 7           | دانشگاه کنکوک                |
| 19    | دروازه‌بان | جونگ گی-دونگ             | ۱۳ مه ۱۹۶۱ (۲۹ سال)     | ?           | باشگاه فوتبال پوهانگ استیلرز |
| 20    | مدافع     | هونگ میونگ-بو            | ۱۲ فوریه ۱۹۶۹ (۲۱ سال)  | 4           | دانشگاه کره                  |
| 21    | دروازه‌بان | چوی این-یونگ             | ۵ مارس ۱۹۶۲ (۲۸ سال)    | 0           | باشگاه فوتبال اولسان هیوندای |
| 22    | هافبک     | لی یونگ-جین              | ۲۷ اکتبر ۱۹۶۳ (۲۶ سال)  | 0           | باشگاه فوتبال سئول           |

### اسپانیا
سرمربی: لوییس سوارز میرامونتس
| شماره | جایگاه    | بازیکن                      | تاریخ تولد/سن            | بازی‌های ملی | باشگاه                        |
| ----- | --------- | --------------------------- | ------------------------ | ----------- | ----------------------------- |
| 1     | دروازه‌بان | آندونی زوبیزارتا            | ۲۳ اکتبر ۱۹۶۱ (۲۸ سال)   | 49          | باشگاه فوتبال بارسلونا        |
| 2     | مدافع     | چندو                        | ۱۲ اکتبر ۱۹۶۱ (۲۸ سال)   | 22          | باشگاه فوتبال رئال مادرید     |
| 3     | مدافع     | مانوئل خیمنز خیمنز          | ۲۱ ژانویه ۱۹۶۴ (۲۶ سال)  | 13          | باشگاه فوتبال سویا            |
| 4     | مدافع     | خنار آندرینوا               | ۹ مه ۱۹۶۴ (۲۶ سال)       | 24          | باشگاه فوتبال اتلتیک بیلبائو  |
| 5     | مدافع     | مانوئل سانچز                | ۲۳ مه ۱۹۶۵ (۲۵ سال)      | 30          | باشگاه فوتبال رئال مادرید     |
| 6     | هافبک     | رافائل مارتین باسکس         | ۲۵ سپتامبر ۱۹۶۵ (۲۴ سال) | 22          | باشگاه فوتبال رئال مادرید     |
| 7     | مهاجم     | میگوئل پاردزا               | ۸ فوریه ۱۹۶۵ (۲۵ سال)    | 4           | باشگاه فوتبال رئال ساراگوسا   |
| 8     | مدافع     | کیکه سانچز فلورس            | ۲ فوریه ۱۹۶۵ (۲۵ سال)    | 11          | باشگاه فوتبال والنسیا         |
| 9     | مهاجم     | امیلیو بوتراگوئنو (کاپیتان) | ۲۲ ژوئیه ۱۹۶۳ (۲۶ سال)   | 49          | باشگاه فوتبال رئال مادرید     |
| 10    | هافبک     | فرناندو گومز                | ۱۱ سپتامبر ۱۹۶۵ (۲۴ سال) | 2           | باشگاه فوتبال والنسیا         |
| 11    | هافبک     | فرانسیسکو ویارویا           | ۶ اوت ۱۹۶۶ (۲۳ سال)      | 7           | باشگاه فوتبال رئال ساراگوسا   |
| 12    | مدافع     | رافائل آلکورتا              | ۱۶ سپتامبر ۱۹۶۸ (۲۱ سال) | 1           | باشگاه فوتبال اتلتیک بیلبائو  |
| 13    | دروازه‌بان | خوآن کارلوس آبلاندو         | ۲ سپتامبر ۱۹۶۳ (۲۶ سال)  | 2           | باشگاه فوتبال اسپورتینگ خیخون |
| 14    | مدافع     | آلبرتو گوریس                | ۱۶ فوریه ۱۹۵۸ (۳۲ سال)   | 8           | باشگاه فوتبال رئال سوسیداد    |
| 15    | هافبک     | روبرت فرناندز               | ۵ ژوئیه ۱۹۶۲ (۲۷ سال)    | 22          | باشگاه فوتبال بارسلونا        |
| 16    | هافبک     | خوزه ماری باکرو             | ۱۱ فوریه ۱۹۶۳ (۲۷ سال)   | 11          | باشگاه فوتبال بارسلونا        |
| 17    | هافبک     | فرناندو ئیه‌رو               | ۲۳ مارس ۱۹۶۸ (۲۲ سال)    | 2           | باشگاه فوتبال رئال مادرید     |
| 18    | هافبک     | رافائل پاس                  | ۲ اوت ۱۹۶۵ (۲۴ سال)      | 3           | باشگاه فوتبال سویا            |
| 19    | مهاجم     | خولیو سالیناس               | ۱۱ سپتامبر ۱۹۶۲ (۲۷ سال) | 26          | باشگاه فوتبال بارسلونا        |
| 20    | مهاجم     | مانول سانچز                 | ۱۷ ژانویه ۱۹۶۵ (۲۵ سال)  | 13          | باشگاه فوتبال اتلتیکو مادرید  |
| 21    | هافبک     | میشل                        | ۲۳ مارس ۱۹۶۳ (۲۷ سال)    | 44          | باشگاه فوتبال رئال مادرید     |
| 22    | دروازه‌بان | خوزه مانوئل اوچوتورنا       | ۱۶ ژانویه ۱۹۶۱ (۲۹ سال)  | 1           | باشگاه فوتبال والنسیا         |

### اروگوئه
سرمربی: اسکار تابارس
| شماره | جایگاه    | بازیکن                    | تاریخ تولد/سن            | بازی‌های ملی | باشگاه                     |
| ----- | --------- | ------------------------- | ------------------------ | ----------- | -------------------------- |
| 1     | دروازه‌بان | فرناندو آلوز              | ۴ سپتامبر ۱۹۵۹ (۳۰ سال)  | 15          | باشگاه فوتبال پنیارول      |
| 2     | مدافع     | نلسون گوتیرس              | ۱۳ آوریل ۱۹۶۲ (۲۸ سال)   | 53          | باشگاه فوتبال هلاس ورونا   |
| 3     | مدافع     | اوگو ده لئون              | ۲۷ فوریه ۱۹۵۸ (۳۲ سال)   | 44          | باشگاه فوتبال ریور پلاته   |
| 4     | مدافع     | خوسه اررا                 | ۱۷ ژوئن ۱۹۶۵ (۲۴ سال)    | 27          | Figueres                   |
| 5     | هافبک     | خوسه پردومو               | ۵ ژانویه ۱۹۶۵ (۲۵ سال)   | 23          | باشگاه فوتبال جنوآ         |
| 6     | مدافع     | آلفونسو دومینگس           | ۲۴ سپتامبر ۱۹۶۵ (۲۴ سال) | 27          | باشگاه فوتبال پنیارول      |
| 7     | مهاجم     | آنتونیو آلزامندی          | ۷ ژوئن ۱۹۵۶ (۳۴ سال)     | 28          | Logroñés                   |
| 8     | هافبک     | سانتیاگو اوستولاسو        | ۱۰ ژوئیه ۱۹۶۲ (۲۷ سال)   | 25          | باشگاه فوتبال کروز آزول    |
| 9     | مهاجم     | انزو فرانچسکولی (کاپیتان) | ۱۲ نوامبر ۱۹۶۱ (۲۸ سال)  | 42          | باشگاه فوتبال المپیک مارسی |
| 10    | هافبک     | روبن پاز                  | ۸ اوت ۱۹۵۹ (۳۰ سال)      | 42          | باشگاه فوتبال جنوآ         |
| 11    | مهاجم     | روبن سوسا                 | ۲۵ آوریل ۱۹۶۶ (۲۴ سال)   | 27          | باشگاه ورزشی لاتزیو        |
| 12    | دروازه‌بان | ادواردو پریرا             | ۲۱ مارس ۱۹۵۴ (۳۶ سال)    | 10          | باشگاه اتلتیکو ایندپندینته |
| 13    | مدافع     | دنیل راوالس               | ۳۰ سپتامبر ۱۹۵۹ (۳۰ سال) | 12          | باشگاه فوتبال ناسیونال     |
| 14    | مدافع     | خوسه پینتوس               | ۲۵ مارس ۱۹۶۴ (۲۶ سال)    | 9           | باشگاه فوتبال ناسیونال     |
| 15    | هافبک     | گابریل کورئا              | ۱۳ ژانویه ۱۹۶۸ (۲۲ سال)  | 18          | باشگاه فوتبال پنیارول      |
| 16    | هافبک     | پابلو بنگوچیا             | ۲۷ ژوئن ۱۹۶۵ (۲۴ سال)    | 17          | باشگاه فوتبال سویا         |
| 17    | مهاجم     | سرخیو مارتینس             | ۱۵ فوریه ۱۹۶۹ (۲۱ سال)   | 14          | باشگاه ورزشی دفنسور        |
| 18    | مهاجم     | کارلوس آگویلرا            | ۲۱ سپتامبر ۱۹۶۴ (۲۵ سال) | 50          | باشگاه فوتبال جنوآ         |
| 19    | مهاجم     | دنیل فونسکا               | ۱۳ سپتامبر ۱۹۶۹ (۲۰ سال) | 4           | باشگاه فوتبال ناسیونال     |
| 20    | هافبک     | روبن پریرا                | ۲۸ ژانویه ۱۹۶۸ (۲۲ سال)  | 18          | باشگاه فوتبال دانوبیو      |
| 21    | هافبک     | ویلیام کاسترو             | ۲۲ مه ۱۹۶۲ (۲۸ سال)      | 8           | باشگاه فوتبال ناسیونال     |
| 22    | دروازه‌بان | خاویر سئولی               | ۲ مه ۱۹۶۲ (۲۸ سال)       | 14          | باشگاه ورزشی تنریف         |

## گروه F

### مصر
سرمربی: محمود الجوهری
| شماره | جایگاه    | بازیکن                   | تاریخ تولد/سن            | بازی‌های ملی | باشگاه                   |
| ----- | --------- | ------------------------ | ------------------------ | ----------- | ------------------------ |
| 1     | دروازه‌بان | احمد شوبیر               | ۲۸ سپتامبر ۱۹۶۰ (۲۹ سال) | 52          | باشگاه ورزشی الاهلی مصر  |
| 2     | مدافع     | ابراهیم حسن              | ۱۰ اوت ۱۹۶۶ (۲۳ سال)     | 45          | باشگاه ورزشی الاهلی مصر  |
| 3     | مدافع     | ربیع یاسین               | ۷ سپتامبر ۱۹۶۰ (۲۹ سال)  | 81          | باشگاه ورزشی الاهلی مصر  |
| 4     | مدافع     | هانی رمزی                | ۱۰ مارس ۱۹۶۹ (۲۱ سال)    | 28          | باشگاه ورزشی الاهلی مصر  |
| 5     | مدافع     | هشام یکن                 | ۱۰ اوت ۱۹۶۲ (۲۷ سال)     | 35          | باشگاه ورزشی زمالک       |
| 6     | مدافع     | اشرف قاسم                | ۲۵ ژوئیه ۱۹۶۶ (۲۳ سال)   | 38          | باشگاه ورزشی زمالک       |
| 7     | هافبک     | اسماعیل یوسف             | ۲۸ ژوئن ۱۹۶۴ (۲۵ سال)    | 29          | باشگاه ورزشی زمالک       |
| 8     | هافبک     | مجدی عبدالغنی            | ۲۷ ژوئیه ۱۹۵۹ (۳۰ سال)   | 34          | باشگاه فوتبال بیرامار    |
| 9     | مهاجم     | حسام حسن                 | ۱۰ اوت ۱۹۶۶ (۲۳ سال)     | 49          | باشگاه ورزشی الاهلی مصر  |
| 10    | هافبک     | جمال عبدالحمید (کاپیتان) | ۲۴ نوامبر ۱۹۵۷ (۳۲ سال)  | 76          | باشگاه ورزشی زمالک       |
| 11    | هافبک     | طارق سلیمان              | ۲۴ ژانویه ۱۹۶۲ (۲۸ سال)  | 6           | باشگاه فوتبال المصری     |
| 12    | هافبک     | طاهر ابوزید              | ۱۰ آوریل ۱۹۶۲ (۲۸ سال)   | 57          | باشگاه ورزشی الاهلی مصر  |
| 13    | مدافع     | احمد رمزی                | ۲۵ اکتبر ۱۹۶۵ (۲۴ سال)   | 27          | باشگاه ورزشی زمالک       |
| 14    | هافبک     | علا میهوب                | ۱۹ ژانویه ۱۹۶۳ (۲۷ سال)  | 8           | باشگاه ورزشی الاهلی مصر  |
| 15    | هافبک     | صابر عید                 | ۱ مه ۱۹۵۹ (۳۱ سال)       | 2           | Ghazl El-Mehalla         |
| 16    | هافبک     | مجدی طلبه                | ۲۴ فوریه ۱۹۶۴ (۲۶ سال)   | 1           | باشگاه فوتبال پائوک      |
| 17    | مهاجم     | ایمن شوقی                | ۹ دسامبر ۱۹۶۲ (۲۷ سال)   | 4           | باشگاه ورزشی الاهلی مصر  |
| 18    | هافبک     | اسامه عرابی              | ۲۲ ژانویه ۱۹۶۲ (۲۸ سال)  | 1           | باشگاه ورزشی الاهلی مصر  |
| 19    | مهاجم     | عادل عبدالرحمن           | ۱۱ دسامبر ۱۹۶۷ (۲۲ سال)  | 0           | باشگاه ورزشی الاهلی مصر  |
| 20    | مهاجم     | احمد الکاس               | ۸ ژوئیه ۱۹۶۵ (۲۴ سال)    | 42          | باشگاه فوتبال المپیک مصر |
| 21    | دروازه‌بان | ایمن طاهر                | ۷ ژانویه ۱۹۶۶ (۲۴ سال)   | ?           | باشگاه ورزشی زمالک       |
| 22    | دروازه‌بان | ثابت البطل               | ۱۶ سپتامبر ۱۹۵۳ (۳۶ سال) | 87          | باشگاه ورزشی الاهلی مصر  |

### انگلستان
سرمربی: بابی رابسون
| شماره | جایگاه    | بازیکن                  | تاریخ تولد/سن            | بازی‌های ملی | باشگاه                           |
| ----- | --------- | ----------------------- | ------------------------ | ----------- | -------------------------------- |
| 1     | دروازه‌بان | پیتر شیلتون             | ۱۸ سپتامبر ۱۹۴۹ (۴۰ سال) | 118         | باشگاه فوتبال دربی کانتی         |
| 2     | مدافع     | گری استیونز             | ۲۷ مارس ۱۹۶۳ (۲۷ سال)    | 39          | باشگاه فوتبال رنجرز              |
| 3     | مدافع     | استوارت پیرس            | ۲۴ آوریل ۱۹۶۲ (۲۸ سال)   | 24          | باشگاه فوتبال ناتینگهام فارست    |
| 4     | هافبک     | نیل وب                  | ۳۰ ژوئیه ۱۹۶۳ (۲۶ سال)   | 19          | باشگاه فوتبال منچستر یونایتد     |
| 5     | مدافع     | دس واکر                 | ۲۶ نوامبر ۱۹۶۵ (۲۴ سال)  | 18          | باشگاه فوتبال ناتینگهام فارست    |
| 6     | مدافع     | تری بوچر                | ۲۸ دسامبر ۱۹۵۸ (۳۱ سال)  | 72          | باشگاه فوتبال رنجرز              |
| 7     | هافبک     | برایان رابسون (کاپیتان) | ۱۱ ژانویه ۱۹۵۷ (۳۳ سال)  | 85          | باشگاه فوتبال منچستر یونایتد     |
| 8     | هافبک     | کریس وادل               | ۱۴ دسامبر ۱۹۶۰ (۲۹ سال)  | 52          | باشگاه فوتبال المپیک مارسی       |
| 9     | مهاجم     | پیتر بیردزلی            | ۱۸ ژانویه ۱۹۶۱ (۲۹ سال)  | 40          | باشگاه فوتبال لیورپول            |
| 10    | مهاجم     | گری لینکر               | ۳۰ نوامبر ۱۹۶۰ (۲۹ سال)  | 51          | باشگاه فوتبال تاتنهام هاتسپر     |
| 11    | هافبک     | جان بارنز               | ۷ نوامبر ۱۹۶۳ (۲۶ سال)   | 53          | باشگاه فوتبال لیورپول            |
| 12    | مدافع     | پل پارکر                | ۴ آوریل ۱۹۶۴ (۲۶ سال)    | 5           | باشگاه فوتبال کویینز پارک رنجرز  |
| 13    | دروازه‌بان | کریس وودز               | ۱۴ نوامبر ۱۹۵۹ (۳۰ سال)  | 16          | باشگاه فوتبال رنجرز              |
| 14    | مدافع     | مارک رایت               | ۱ اوت ۱۹۶۳ (۲۶ سال)      | 24          | باشگاه فوتبال دربی کانتی         |
| 15    | مدافع     | تونی دوریگو             | ۳۱ دسامبر ۱۹۶۵ (۲۴ سال)  | 3           | باشگاه فوتبال چلسی               |
| 16    | هافبک     | استیو مک‌مهن             | ۲۰ اوت ۱۹۶۱ (۲۸ سال)     | 12          | باشگاه فوتبال لیورپول            |
| 17    | هافبک     | دیوید پلات              | ۱۰ ژوئن ۱۹۶۶ (۲۳ سال)    | 5           | باشگاه فوتبال استون ویلا         |
| 18    | هافبک     | استیو هاج               | ۲۵ اکتبر ۱۹۶۲ (۲۷ سال)   | 22          | باشگاه فوتبال ناتینگهام فارست    |
| 19    | هافبک     | پل گسکوین               | ۲۷ مه ۱۹۶۷ (۲۳ سال)      | 11          | باشگاه فوتبال تاتنهام هاتسپر     |
| 20    | هافبک     | ترور استیون             | ۲۱ سپتامبر ۱۹۶۳ (۲۶ سال) | 26          | باشگاه فوتبال رنجرز              |
| 21    | مهاجم     | استیو بول               | ۲۸ مارس ۱۹۶۵ (۲۵ سال)    | 7           | باشگاه فوتبال ولورهمپتون واندررز |
| 22    | دروازه‌بان | دیوید سیمن*             | ۱۹ سپتامبر ۱۹۶۳ (۲۶ سال) | 3           | باشگاه فوتبال کویینز پارک رنجرز  |

| شماره | جایگاه    | بازیکن    | تاریخ تولد/سن         | بازی‌های ملی | باشگاه             |
| ----- | --------- | --------- | --------------------- | ----------- | ------------------ |
| 22    | دروازه‌بان | دیو بیسنت | ۲۰ مارس ۱۹۵۹ (۳۱ سال) | 2           | باشگاه فوتبال چلسی |

 * دیوید سیمن was originally selected, but after the first game in Italy, he had to pull out of the squad due to a thumb injury and was replaced by Dave Beasant.

### هلند
سرمربی: لیو بنهاکر
| شماره | جایگاه    | بازیکن              | تاریخ تولد/سن            | بازی‌های ملی | باشگاه                         |
| ----- | --------- | ------------------- | ------------------------ | ----------- | ------------------------------ |
| 1     | دروازه‌بان | هانس فان بروکلن     | ۴ اکتبر ۱۹۵۶ (۳۳ سال)    | 52          | باشگاه ورزشی پی‌اس‌وی آیندهوون   |
| 2     | مدافع     | بری فن آئرله        | ۸ دسامبر ۱۹۶۲ (۲۷ سال)   | 22          | باشگاه ورزشی پی‌اس‌وی آیندهوون   |
| 3     | هافبک     | فرانک ریکارد        | ۳۰ سپتامبر ۱۹۶۲ (۲۷ سال) | 42          | باشگاه فوتبال آ.ث. میلان       |
| 4     | مدافع     | رونالد کومان        | ۲۱ مارس ۱۹۶۳ (۲۷ سال)    | 43          | باشگاه فوتبال بارسلونا         |
| 5     | مدافع     | آدری فان تیگلن      | ۱۶ ژوئن ۱۹۵۷ (۳۲ سال)    | 40          | باشگاه فوتبال اندرلشت          |
| 6     | هافبک     | یان ووترس           | ۱۷ ژوئیه ۱۹۶۰ (۲۹ سال)   | 30          | باشگاه فوتبال آژاکس آمستردام   |
| 7     | هافبک     | اروین کومان         | ۲۰ سپتامبر ۱۹۶۱ (۲۸ سال) | 23          | باشگاه فوتبال مشلان            |
| 8     | هافبک     | جرالد فاننبورگ      | ۵ مارس ۱۹۶۴ (۲۶ سال)     | 36          | باشگاه ورزشی پی‌اس‌وی آیندهوون   |
| 9     | مهاجم     | مارکو فان باستن     | ۳۱ اکتبر ۱۹۶۴ (۲۵ سال)   | 35          | باشگاه فوتبال آ.ث. میلان       |
| 10    | هافبک     | رود گولیت (کاپیتان) | ۱ سپتامبر ۱۹۶۲ (۲۷ سال)  | 44          | باشگاه فوتبال آ.ث. میلان       |
| 11    | هافبک     | ریچارد ویچخه        | ۲۰ سپتامبر ۱۹۶۹ (۲۰ سال) | 4           | باشگاه فوتبال آژاکس آمستردام   |
| 12    | مهاجم     | ویم کیفت            | ۱۲ نوامبر ۱۹۶۲ (۲۷ سال)  | 27          | باشگاه ورزشی پی‌اس‌وی آیندهوون   |
| 13    | مدافع     | گریم روچس           | ۲۶ مارس ۱۹۶۰ (۳۰ سال)    | 7           | باشگاه فوتبال مشلان            |
| 14    | مهاجم     | یان فن ت شیپ        | ۳۰ نوامبر ۱۹۶۳ (۲۶ سال)  | 22          | باشگاه فوتبال آژاکس آمستردام   |
| 15    | مهاجم     | بریان روی           | ۱۲ فوریه ۱۹۷۰ (۲۰ سال)   | 2           | باشگاه فوتبال آژاکس آمستردام   |
| 16    | دروازه‌بان | یوپ هیله            | ۲۵ دسامبر ۱۹۵۸ (۳۱ سال)  | 6           | باشگاه فوتبال فاینورد          |
| 17    | مهاجم     | هانس گیلهاوس        | ۵ نوامبر ۱۹۶۳ (۲۶ سال)   | 2           | باشگاه فوتبال آبردین           |
| 18    | مدافع     | هنک فریزر           | ۷ ژوئیه ۱۹۶۶ (۲۳ سال)    | 2           | باشگاه فوتبال رودا جی‌سی کرکراد |
| 19    | مهاجم     | جان فان لون         | ۴ فوریه ۱۹۶۵ (۲۵ سال)    | 6           | باشگاه فوتبال رودا جی‌سی کرکراد |
| 20    | هافبک     | آرون وینتر          | ۱ مارس ۱۹۶۷ (۲۳ سال)     | 11          | باشگاه فوتبال آژاکس آمستردام   |
| 21    | مدافع     | دنی بلیند           | ۱ اوت ۱۹۶۱ (۲۸ سال)      | 5           | باشگاه فوتبال آژاکس آمستردام   |
| 22    | دروازه‌بان | استنلی منزو         | ۱۵ اکتبر ۱۹۶۳ (۲۶ سال)   | 1           | باشگاه فوتبال آژاکس آمستردام   |

### جمهوری ایرلند
سرمربی:  جک چارلتون
| شماره | جایگاه    | بازیکن                | تاریخ تولد/سن            | بازی‌های ملی | باشگاه                       |
| ----- | --------- | --------------------- | ------------------------ | ----------- | ---------------------------- |
| 1     | دروازه‌بان | پکی بونر              | ۲۴ مه ۱۹۶۰ (۳۰ سال)      | 38          | باشگاه فوتبال سلتیک          |
| 2     | مدافع     | کریس موریس            | ۲۴ دسامبر ۱۹۶۳ (۲۶ سال)  | 21          | باشگاه فوتبال سلتیک          |
| 3     | مدافع     | استیو استانتون        | ۱۹ ژانویه ۱۹۶۹ (۲۱ سال)  | 13          | باشگاه فوتبال لیورپول        |
| 4     | مدافع     | میک مک‌کارتی (کاپیتان) | ۷ فوریه ۱۹۵۹ (۳۱ سال)    | 42          | باشگاه فوتبال میلوال         |
| 5     | مدافع     | کوین مورن             | ۲۹ آوریل ۱۹۵۶ (۳۴ سال)   | 55          | باشگاه فوتبال بلکبرن روورز   |
| 6     | هافبک     | رونی ویلن             | ۲۵ سپتامبر ۱۹۶۱ (۲۸ سال) | 38          | باشگاه فوتبال لیورپول        |
| 7     | مدافع     | پل مک‌گرت              | ۴ دسامبر ۱۹۵۹ (۳۰ سال)   | 36          | باشگاه فوتبال استون ویلا     |
| 8     | هافبک     | ری هاتون              | ۹ ژانویه ۱۹۶۲ (۲۸ سال)   | 29          | باشگاه فوتبال لیورپول        |
| 9     | مهاجم     | جان الدریج            | ۱۸ سپتامبر ۱۹۵۸ (۳۱ سال) | 30          | باشگاه فوتبال رئال سوسیداد   |
| 10    | مهاجم     | تونی کاسکارینو        | ۱ سپتامبر ۱۹۶۲ (۲۷ سال)  | 21          | باشگاه فوتبال استون ویلا     |
| 11    | هافبک     | کوین شیدی             | ۲۱ اکتبر ۱۹۵۹ (۳۰ سال)   | 28          | باشگاه فوتبال اورتون         |
| 12    | مدافع     | دیوید اویلری          | ۲ مه ۱۹۵۸ (۳۲ سال)       | 51          | باشگاه فوتبال آرسنال         |
| 13    | هافبک     | اندی تاونزند          | ۲۳ ژوئیه ۱۹۶۳ (۲۶ سال)   | 12          | باشگاه فوتبال نوریچ سیتی     |
| 14    | مدافع     | کریس هیوتون           | ۱۱ دسامبر ۱۹۵۸ (۳۱ سال)  | 50          | باشگاه فوتبال تاتنهام هاتسپر |
| 15    | مهاجم     | برنی اسلیون           | ۱۳ نوامبر ۱۹۶۰ (۲۹ سال)  | 4           | باشگاه فوتبال میدلزبرو       |
| 16    | هافبک     | جان شریدن             | ۱ اکتبر ۱۹۶۴ (۲۵ سال)    | 8           | باشگاه فوتبال شفیلد ونزدی    |
| 17    | مهاجم     | نیال کویین            | ۶ اکتبر ۱۹۶۶ (۲۳ سال)    | 15          | باشگاه فوتبال منچستر سیتی    |
| 18    | مهاجم     | فرانک استپلتون        | ۱۰ ژوئیه ۱۹۵۶ (۳۳ سال)   | 71          | باشگاه فوتبال بلکبرن روورز   |
| 19    | مهاجم     | دیوید کلی             | ۲۵ نوامبر ۱۹۶۵ (۲۴ سال)  | 6           | باشگاه فوتبال لستر سیتی      |
| 20    | مهاجم     | جان بیرن              | ۱ فوریه ۱۹۶۱ (۲۹ سال)    | 19          | باشگاه فوتبال لو آور         |
| 21    | هافبک     | آلن مک‌لافلین          | ۲۰ آوریل ۱۹۶۷ (۲۳ سال)   | 1           | باشگاه فوتبال سوئیندون تاون  |
| 22    | دروازه‌بان | جری پیتون             | ۲۰ مه ۱۹۵۶ (۳۴ سال)      | 28          | باشگاه فوتبال ای‌اف‌سی بورنموث |